# Lingen (Ems)
Lingen (Ems) ist eine Mittelstadt im Süden des Landkreises Emsland und im Westen von Niedersachsen. Die an der Ems und grenznah zu den Niederlanden gelegene Stadt ist mit 56.498 (55.092 lt. Zensus am 15. Mai 2022) Einwohnern die mit Abstand größte Stadt des Landkreises. Lingen hat den Status einer großen selbständigen Stadt und ist raumplanerisch als Mittelzentrum mit Teilfunktionen eines Oberzentrums eingestuft.

## Geographie

### Geographische Lage
Lingen liegt im südlichen Teil des sich hauptsächlich in Nord-Süd-Richtung ausdehnenden Emslands. Ostsüdöstlich von Lingen, das überwiegend am östlichen Ufer der Ems liegt, befindet sich die Lingener Höhe.

### Stadtgliederung
Die Stadt Lingen (Ems) setzt sich zusammen aus der historischen Kernstadt, bestehend aus der Altstadt und den Stadtteilen Reuschberge, Stroot, Damaschke, Heukamps-Tannen und Telgenkamp, sowie aus zehn Ortschaften (im Sinne des § 90 Abs. 1 NKomVG), die die Kernstadt umschließen und früher Landgemeinden oder Samtgemeinden waren. Im Einzelnen sind dies Altenlingen, Baccum, Bramsche, Brockhausen, Brögbern, Clusorth-Bramhar, Darme, Holthausen, Laxten und Schepsdorf.
1. Altenlingen mit Wachendorf
2. Baccum mit Ramsel und Münnigbüren
3. Bramsche mit Sommeringen-Hüvede, Mundersum und Estringen
4. Brockhausen
5. Brögbern
6. Clusorth-Bramhar
7. Darme
8. Holthausen mit Biene
9. Laxten
10. Schepsdorf

### Nachbargemeinden
Lingen grenzt im Norden an Geeste und Bawinkel, im Osten an Langen, Thuine und Messingen, im Süden an Lünne und Emsbüren sowie im Westen an Wietmarschen. Die nächsten größeren Städte in der Umgebung sind Meppen (23 km), Nordhorn (20 km) und Rheine (34 km).

### Klima
Das Klima in Lingen ist mit einer Jahresdurchschnittstemperatur von 9,3 °C und einer durchschnittlichen Niederschlagsmenge von 789 Millimetern typisch für die gemäßigte, maritime Klimazone in Norddeutschland.
|                       | Jan | Feb | Mär | Apr | Mai | Jun | Jul | Aug | Sep | Okt | Nov | Dez |   |      |
| Mittl. Tagesmax. (°C) | 4   | 5   | 8   | 13  | 17  | 21  | 22  | 22  | 19  | 14  | 8   | 5   | ⌀ | 13,2 |
| Mittl. Tagesmin. (°C) | −1  | −1  | 1   | 4   | 8   | 11  | 13  | 12  | 10  | 7   | 3   | 1   | ⌀ | 5,7  |
|                       |     |     |     |     |     |     |     |     |     |     |     |     |   |      |
| Niederschlag (mm)     | 67  | 51  | 50  | 54  | 61  | 69  | 91  | 86  | 64  | 59  | 68  | 74  | Σ | 794  |
|                       |     |     |     |     |     |     |     |     |     |     |     |     |   |      |
| Sonnenstunden (h/d)   | 1,4 | 2,3 | 3,3 | 5,0 | 6,3 | 6,2 | 6,0 | 6,0 | 4,3 | 3,3 | 1,8 | 1,2 | ⌀ | 3,9  |
|                       |     |     |     |     |     |     |     |     |     |     |     |     |   |      |
| Regentage (d)         | 19  | 17  | 15  | 15  | 13  | 15  | 18  | 17  | 16  | 18  | 19  | 19  | Σ | 201  |
|                       |     |     |     |     |     |     |     |     |     |     |     |     |   |      |
| Luftfeuchtigkeit (%)  | 87  | 85  | 79  | 74  | 71  | 73  | 77  | 80  | 80  | 84  | 86  | 89  | ⌀ | 80,4 |

| −1 |

| −1 |

| 1 |

| 4 |

| 8 |

| 11 |

| 13 |

| 12 |

| 10 |

| 7 |

| 3 |

| 1 |

| −1 |

| −1 |

| 1 |

| 4 |

| 8 |

| 11 |

| 13 |

| 12 |

| 10 |

| 7 |

| 3 |

| 1 |

### Wetterstation

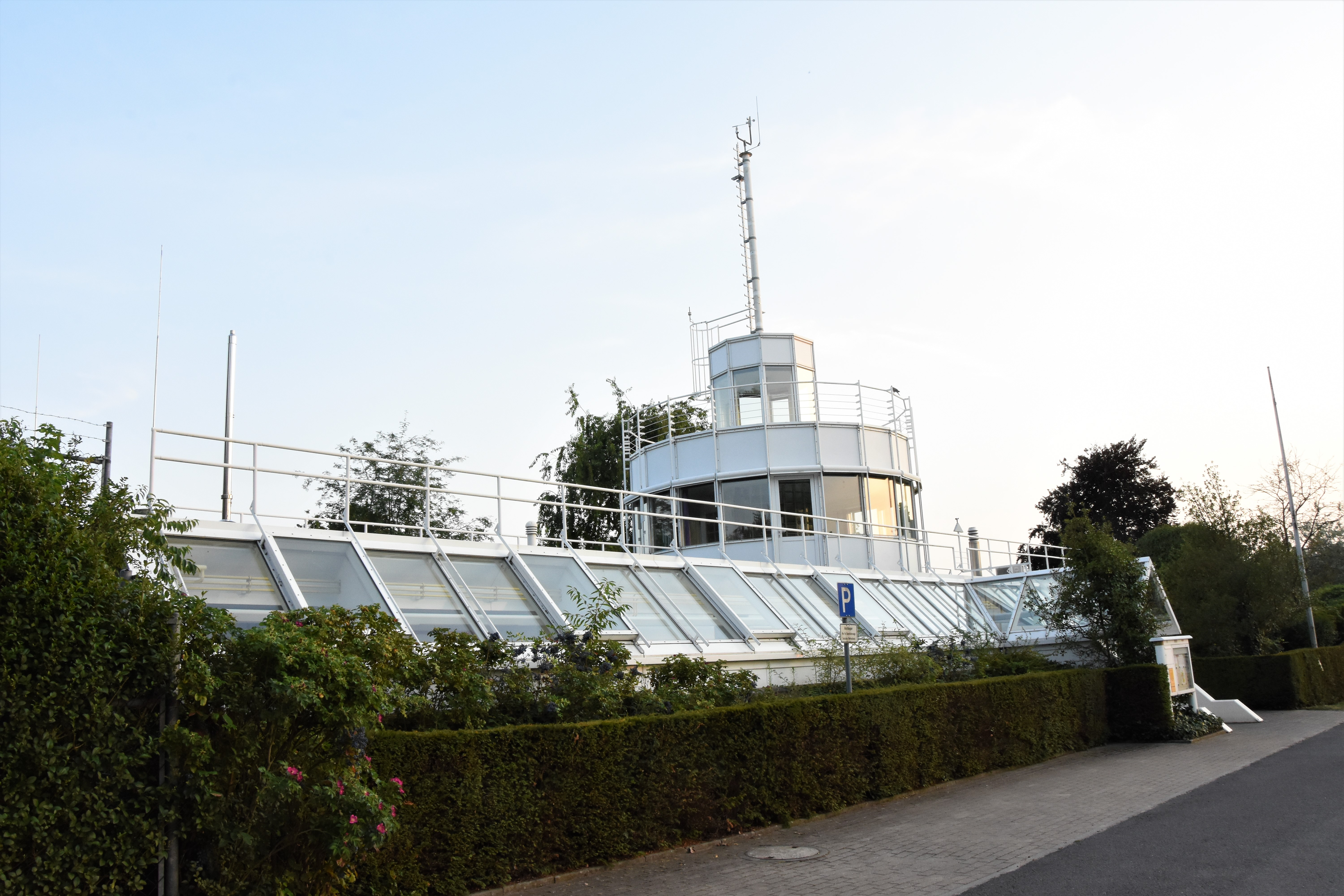
Wetterstation Lingen am Tag des neuen Temperaturrekords

In Lingen befand sich seit dem 1. September 1990 nahe am Dortmund-Ems-Kanal, zwischen Stadion und Freibad, eine Messstation des Deutschen Wetterdienstes, die in früheren Jahren an verschiedenen Standorten innerhalb der Lingener Innenstadt untergebracht war. Die ehem. Station mit der Kennnummer 3023 befindet sich auf einer Höhe von 22 Metern über Normalhöhennull und maß verschiedene Wetterparameter. Sie erregte am 25. Juli 2019 bundesweites Aufsehen, als dort mit 42,6 °C die höchste Temperatur Deutschlands seit Beginn aller Aufzeichnungen gemessen wurde. Seit März 2022 ist eine neue Wetterstation im Lingener Ortsteil Baccum in Betrieb.
Extremwerte
- Die höchste bisher gemessene Temperatur am 25. Juli 2019 betrug 42,6 °C[10]
- Am 16. Februar 1956 wurde die bisher tiefste Temperatur mit −20,5 °C gemessen[11]

Die ehem. Wetterstation hatte bereits mehrfach Rekorde zu verbuchen. Der am 26. Juli 2018 während der Dürre und Hitze in Europa 2018 aufgestellte Messstellen-Temperaturrekord von 37,8 °C wurde nach nur einem Jahr am 24. Juli 2019 mit 39,1 °C übertroffen. Das Hoch Yvonne sorgte in ganz Mitteleuropa für neue Temperaturrekorde, so auch in Lingen, wo die höchste jemals in Niedersachsen ermittelte Temperatur festgestellt wurde. Der alte Rekordwert für Niedersachsen wurde am 9. August 1992 in Faßberg und Bergen mit 38,6 °C gemessen. Am 25. Juli 2019 wurde eine Temperatur von 42,6 °C durch den DWD gemessen, womit in Lingen an diesem Tag ein neuer Hitzerekord für Deutschland aufgestellt wurde.
Die Messwerte sind allerdings im Dezember 2020 vom Deutschen Wetterdienst zurückgezogen worden, da die Messwerte der Station für das Regionalklima nicht repräsentativ seien. Unter anderem aufgrund des Standortes der bisherigen Wetterstation wurde ein neuer Standort im östlich gelegenen Ortsteil Baccum ausgewählt.

## Geschichte

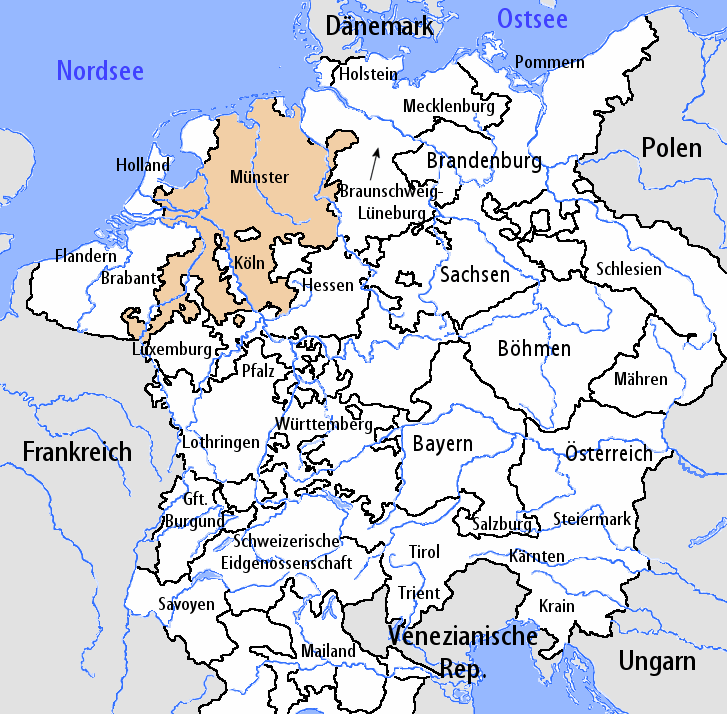
Niederrheinisch-Westfälischer Reichskreis im 16. Jahrhundert

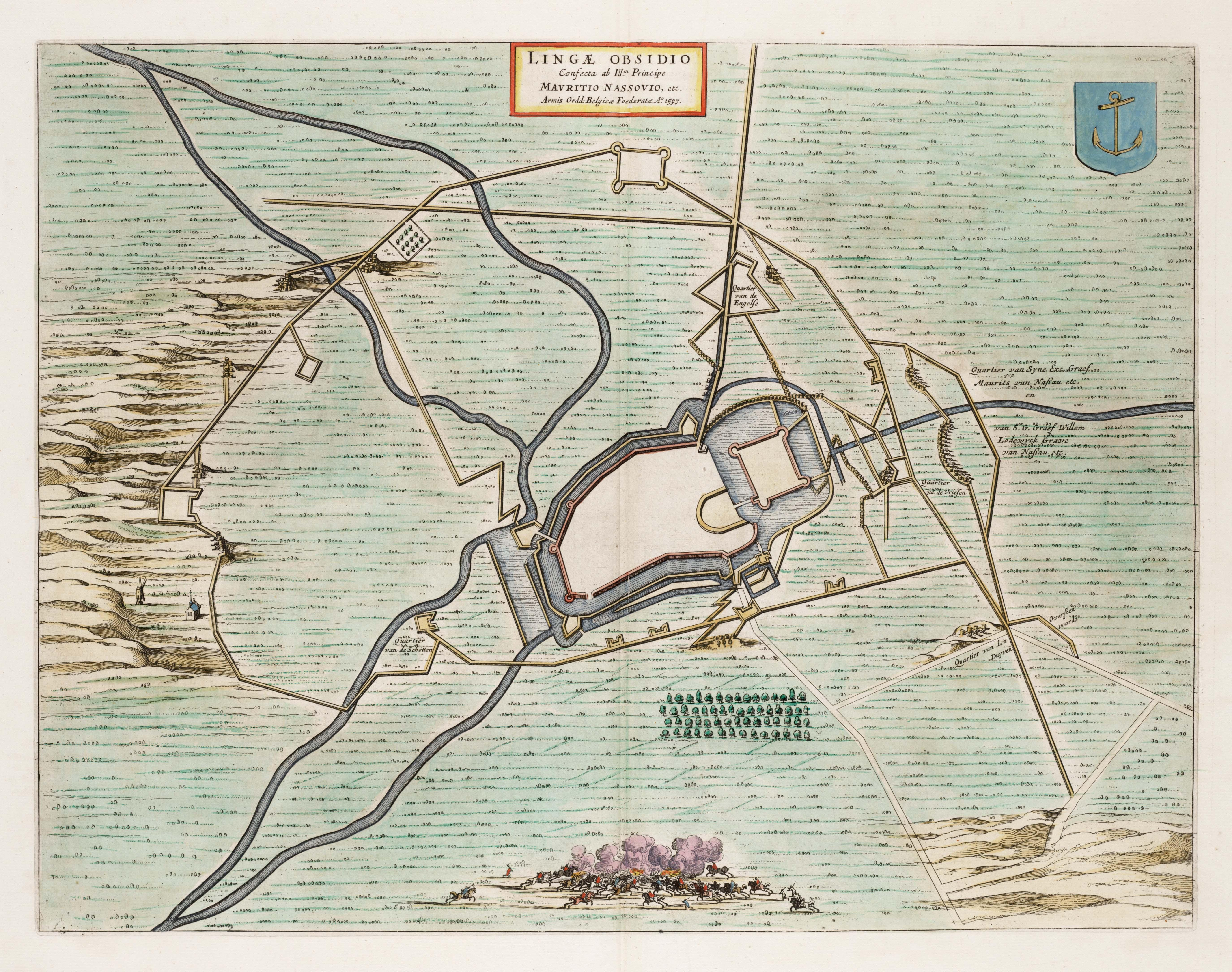
Die Festung Lingen um 1597

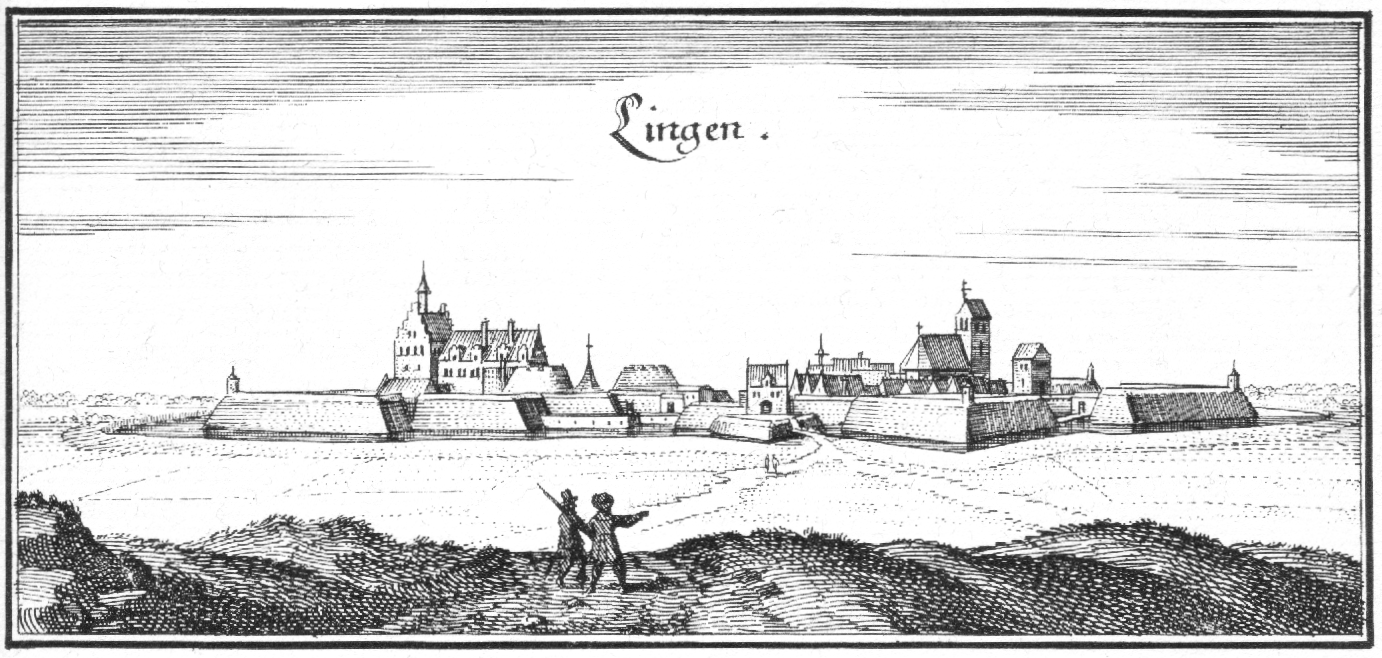
Lingen vor der Schleifung der Festung (Kupferstich von 1647)

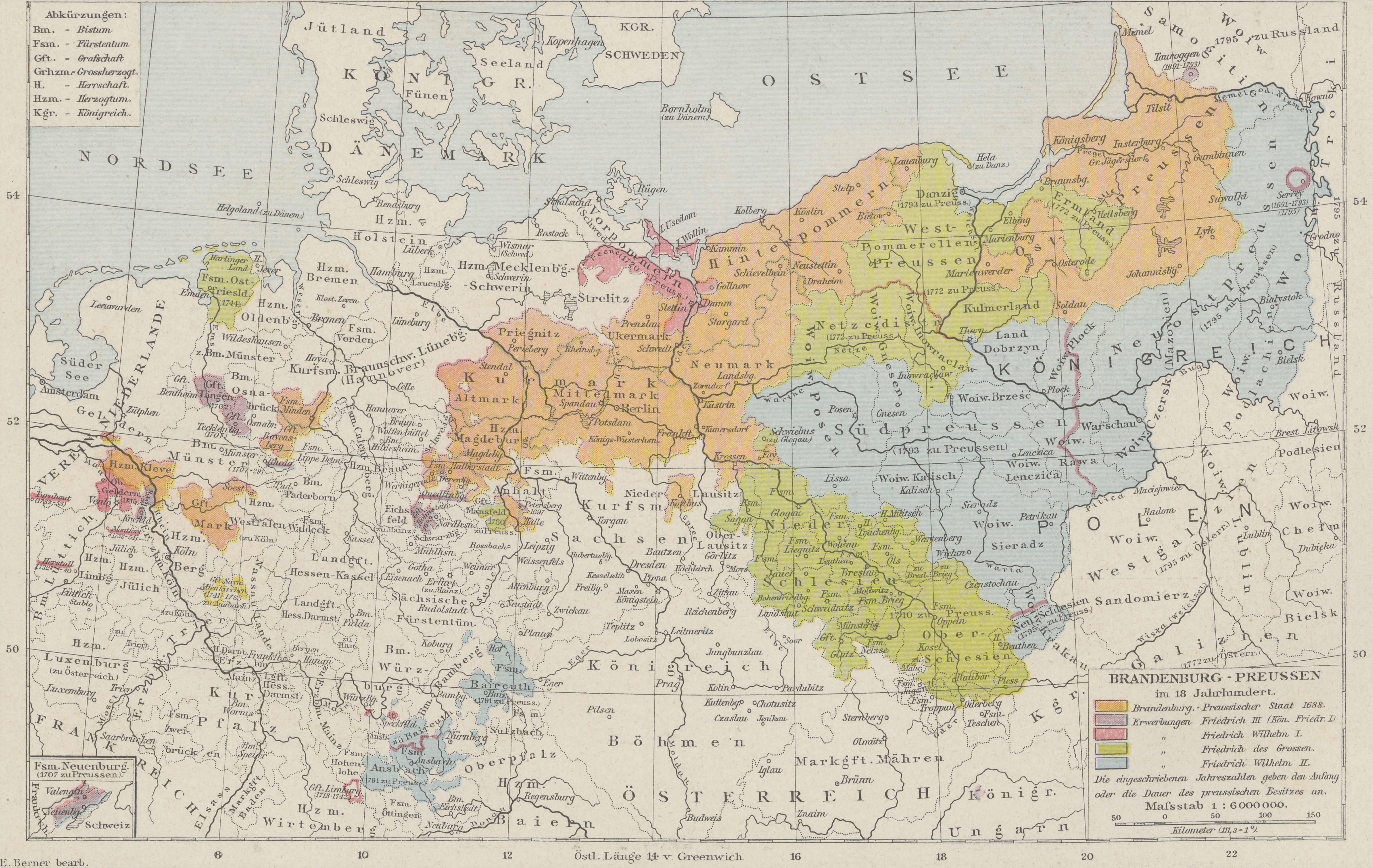
Preußen (1713–1810)

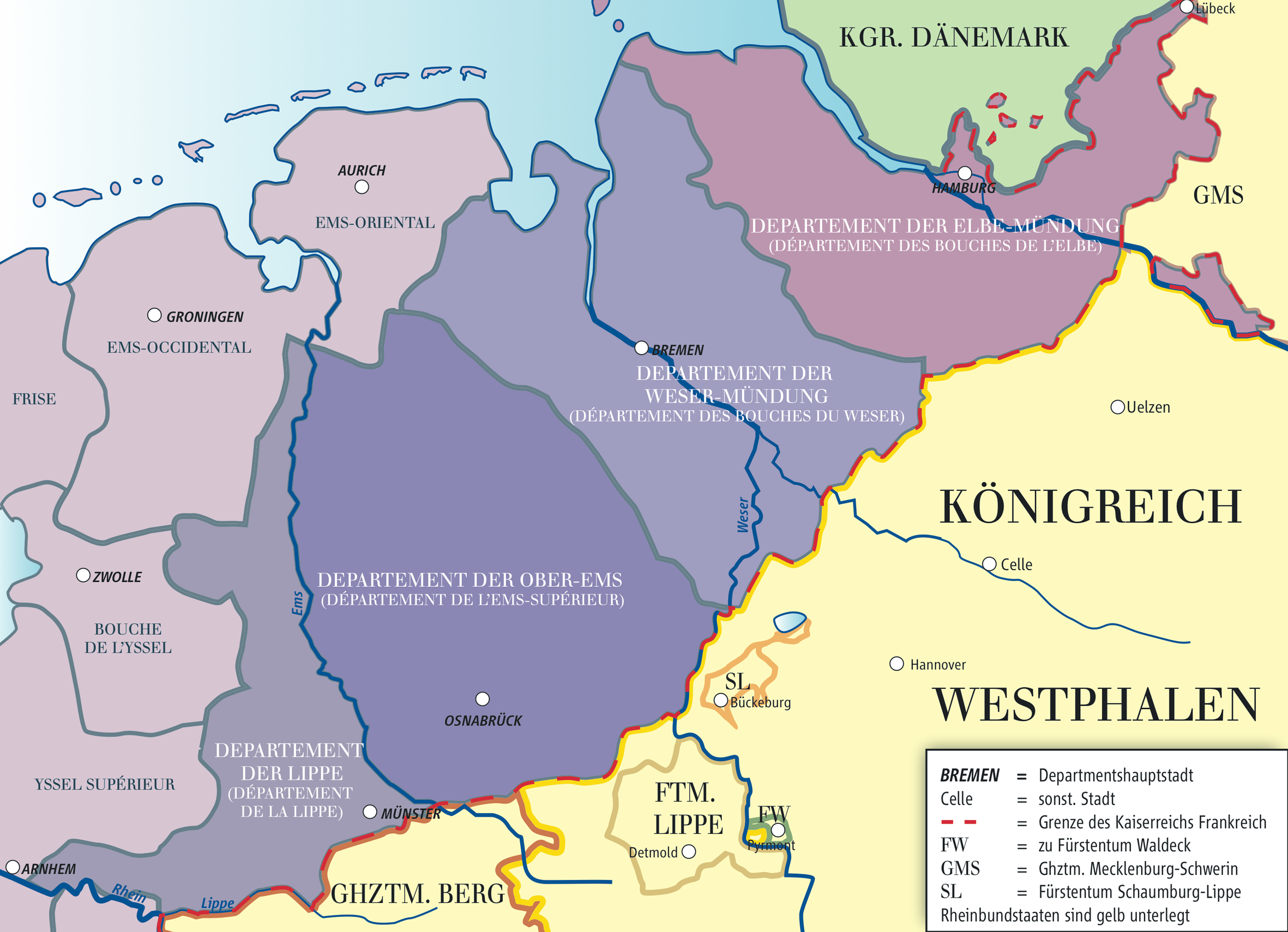
Hanseatische Departements Frankreichs (1811–1813)

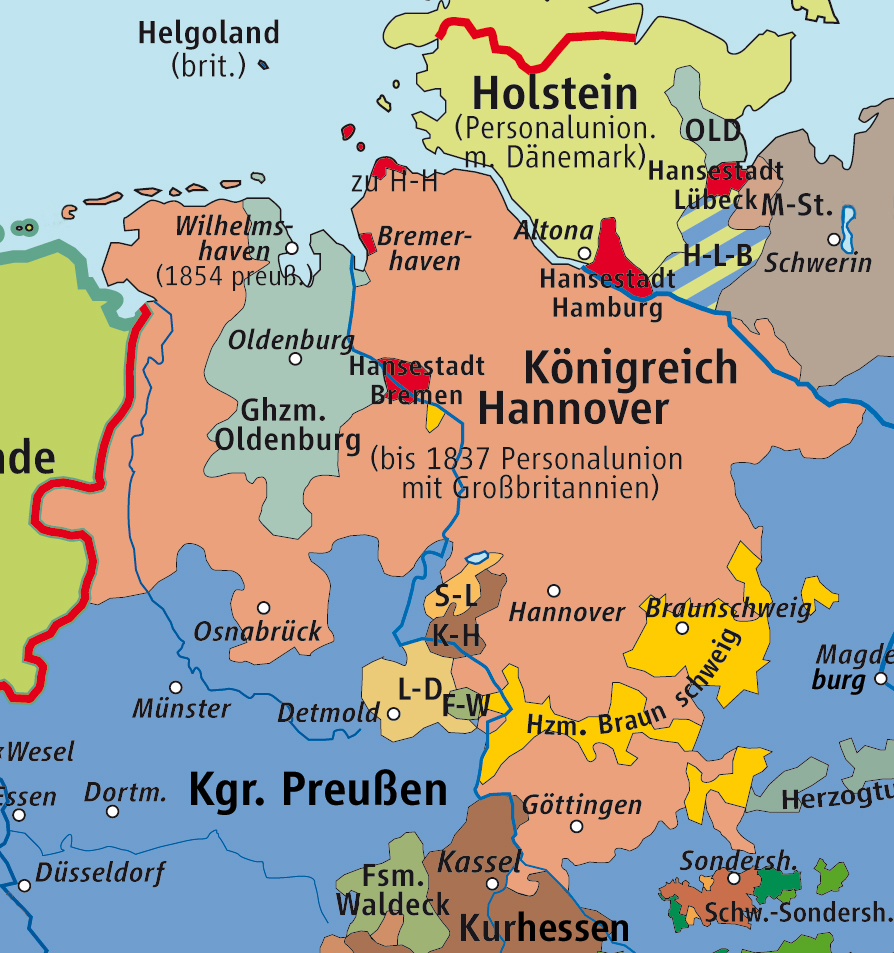
Königreich Hannover (1814–1866)

Preußen (1866–1945)

Laut dem römischen Historiker Tacitus siedelte der germanische Stamm der Ampsivarier (germanisch „Ems-Männer“) im südlichen Emsland an der Ems. Der ursprüngliche Siedlungsschwerpunkt im Raum Lingen lag nördlich von Lingen, in Altenlingen. Was Altenlingen interessant machte, war seine Lage im überörtlichen Verkehrsnetz. Von Jütland herkommend überquerte hier die Flämische Straße die Ems. Sie traf dabei auf die Friesische Straße, die, dem Fluss folgend, Westfalen mit der Nordseeküste verband. Im Heberegister der Abtei Werden wird Lingen als Linga erstmals 975 als zum Venkigau gehöriger Ort erwähnt. Kaiser Otto II. übertrug im Jahr 975 dem Bischof Liudolf von Osnabrück Güter in Liinga als Lehen. Später wurde der Ort auch Lyongo und Linge genannt.
Nach Hermann Abels ist damit wahrscheinlich Altenlingen gemeint. Das angehängte n ist die Pluralendung für die Ansiedlung von mehreren Wohnstätten. 1227 besaß Lingen bereits einen stadtähnlichen Charakter; die Bischöfe von Osnabrück und Münster vereinbarten, nach einer erfolgreichen Eroberung Lingens die dortigen Einkünfte aus Zoll, Münze und Gericht unter sich aufzuteilen. Das Lingener Marktrecht von 1314 war Vorbild für den neu eingerichteten Markt in Friesoythe. 1372 wurden die Kivelinge, eine Bürgerwehr aus Jünglingen, gegründet. Sie verteidigten die Stadt und retteten Frauen, Kinder und ihre älteren Mitbürger.
1394 entstand der älteste Beleg für das Lingener Stadtwappen mit den drei Türmen. Graf Nikolaus II. von Tecklenburg bestätigte 1401 das um die Mitte des 14. Jahrhunderts verliehene und 1366 erstmals erwähnte Lingener Stadtrecht. 1493 kam es zur Teilung der Grafschaft Tecklenburg; die Grafschaft Lingen entstand. Der Graf Nikolaus IV. residierte bis 1541 auf der Burg Lingen. 1541 erbte Konrad von Tecklenburg-Schwerin die Grafschaft Lingen. Er führte 1543 die Reformation ein. Zur Sicherung des Landfriedens sowie zur Vereinheitlichung des Münzwesens gehörte die Grafschaft Tecklenburg zum Niederrheinisch-Westfälischen Reichskreis. Das von alters her in Lingen geltende Recht wurde 1555 zusammengefasst und als Lingen’sches Landrecht in Kraft gesetzt.

### Die Zeit der Reformation
Nach der Niederlage des Schmalkaldischen Bundes musste Konrad von Tecklenburg-Schwerin im Jahr 1548 Lingen an Kaiser Karl V. abtreten. Dadurch wurde Lingen wieder katholisch. Lehnsherr der Grafschaft wurde der Graf Maximilian von Egmond, der noch im selben Jahr verstarb. Eine verheerende Feuersbrunst zerstörte 1548 große Teile der Stadt. 1554 wurde in Lingen eine kaiserliche Poststation eingerichtet; die heute noch bestehende Alte Posthalterei am Markt wurde 1653 erbaut. Erbin Maximilians wurde seine Tochter Anna von Egmond, die 1551 Wilhelm I. von Oranien-Nassau heiratete. Kaiser Karl V. gab seine Zustimmung zur Heirat aber nur unter der Bedingung, dass Anna ihm die Grafschaft Lingen verkaufte. Die Regentschaft übertrug er seiner Schwester Maria von Ungarn, der Statthalterin der Niederlande. 1555 übertrug Kaiser Karl V. Lingen an seinen Sohn Philipp II., dem König von Spanien.
Während des Feldzuges von 1597 eroberte Prinz Moritz von Oranien Lingen für die Utrechter Union, so dass Lingen wieder calvinistisch wurde. 1605 wurde die Festung Lingen vom spanischen Feldherrn Ambrosio Spinola erobert und rekatholisiert. Lingen war während der spanischen Regentschaft eine bedeutsame Festungsstadt an der Ems. Die Garnison in Lingen besaß eine Truppenstärke von 2000 Soldaten. Lingen hatte aufgrund seiner Lage an der Flämischen Straße von Zwolle nach Hamburg und an der Friesischen Straße von Münster nach Emden hohe militärische Bedeutung im Achtzigjährigen Krieg. Am 11. Februar 1624 rückte die Lingener Garnison über die gefrorenen Moorflächen in Hesepe und Haren unter dem Kommandeur Lucas Kairo gegen Ter Apel in der Provinz Groningen vor. Nach heftigen Kämpfen wurden die Spanier bis nach Groß Fullen bei Meppen zurückgedrängt. Durch den Verlust der Festung Oldenzaal und Wesel zogen sich 1630 die Spanier aus Lingen sowie aus allen deutschen Stellungen nördlich des Rheins endgültig zurück. Hieraufhin wurde die Festung Lingen von 1632 bis 1633 geschleift und die Stadt ging in den Besitz der Oranier über, womit sie wieder calvinistisch wurde.
Der Fürstbischof von Münster, Christoph Bernhard von Galen, hatte im Januar 1672 in Verbindung mit dem Kurfürsten von Köln und König Ludwig XIV. von Frankreich den Vereinigten Niederlanden den Krieg erklärt. Im Laufe des Holländischen Krieges konnte der Fürstbischof im Juni 1672 Lingen erobern und führte erneut den katholischen Glauben ein.
Durch den Friedensschluss des Fürstbischofs mit den Vereinigten Niederlanden vom 4. Mai 1674 übernahm erneut das Haus Oranien die Herrschaft über Lingen. 1697 kam es zur Gründung der Universität (Gymnasium academicum) in Lingen durch Wilhelm III. von Oranien. Das Haupthaus der Universität, das Professorenhaus, war bereits im Jahre 1684/1685 errichtet worden. Wilhelm III. von Oranien, der zugleich in Personalunion König von England, Schottland und Irland war, verstarb im Jahre 1702 kinderlos. Hieraufhin erhob der König von Preußen, Friedrich I., Anspruch auf den Titel als naher Verwandter der Oranier. Denn sowohl Friedrichs Mutter, Luise Henriette von Oranien, als auch Friedrichs Großmutter väterlicherseits, Elisabeth Charlotte, waren Enkelinnen von Wilhelm I. 1713 wurden Lingen und die Grafschaft Lingen als Folge des Spanischen Erbfolgekrieges und des Friedens von Utrecht Teil Preußens. Damit endete auch die Zeit des Calvinismus in Lingen. Die preußische Regierung gestattete den Lingener Katholiken, eine Behelfskirche einzurichten. Ein umgebauter Stall, dem auf Anordnung der Obrigkeit weder Glocken noch ein Turm hinzugefügt werden durften, diente ab 1717 als Gotteshaus. 1733 wurde mit dem Bau der lutherischen Kreuzkirche in unmittelbarer Nähe der Universität begonnen; der Bau konnte 1737 vollendet werden. Die allgemeine Schulpflicht wurde durch das Preußische Landrecht vom 1. Juli 1794 geregelt und im Rahmen der Preußischen Agrarverfassung von 1799 bis 1807 wurde die Leibeigenschaft der Bauern in Lingen und der Grafschaft per Dekret aufgehoben. Einen entscheidenden Schub gab es 1807. Das Dekret, die Stein-Hardenbergsche Reformen, war eine unmittelbare Folge der Napoleonischen Kriege und der militärischen Niederlage Preußens gegen die französische Revolutionsarmee.

### Das 19. Jahrhundert
Durch die Annexion nordwestdeutscher Gebiete ab dem 1. Januar 1811 durch das napoleonische Kaiserreich wurde Lingen Teil Frankreichs. Es gehörte zum Département de l’Ems-Supérieur (Departement Ober-Ems). Das napoleonische Kaiserreich brachte die Errungenschaften der Französischen Revolution nach Lingen, den Liberalismus: Rechtsgleichheit, die Reisefreiheit, die Gewerbefreiheit, die Trennung von Kirche und Staat, den Schutz des Privateigentums und den Code civil („Code Napoléon“). Im November 1813 endete mit den Befreiungskriegen die französische Herrschaft über Lingen. Durch den Verzicht Preußens auf die Grafschaft Lingen wurde 1814 Lingen Teil des auf den Wiener Kongress neugegründeten Königreiches Hannover. Am 25. Juni 1822 erfolgte durch die Kulturverordnung sowie des Nachtrages vom 12. März 1824 die rechtliche Weisung zur Simultannutzung der protestantischen Kirchen sowie der protestantischen Schulen in Lingen sowie in der Grafschaft. Diese Verordnung wurde aber schon 1827/1830 aufgrund des nicht endenden Streites um die Kirchennutzung wieder aufgehoben. Zudem wurde 1824 die Niedergrafschaft Lingen durch Papst Leo XII. dem Bistum Osnabrück zugeordnet.
Ab 1824 erfolgte der Bau des Ems-Hase-Kanals von Hanekenfähr bis zur Hase bei Meppen. Im Jahre 1833 wurde mit dem Bau der Bonifatiuskirche begonnen; 1838 wurde eine Sparkasse in Lingen gegründet. Bis 1837 war der König von Hannover gleichzeitig König von England. 1837, beim Amtsantritt Ernst August I., schaffte dieser das liberale Staatsgrundgesetz ab, Hannover wurde wieder nach der alten Verfassung von 1819 absolutistisch regiert. Die Revolution von 1848/1849 führte vorübergehend zu einer Liberalisierung des Königreiches Hannover. Als Abgeordneter für die Frankfurter Nationalversammlung des Wahlkreises Lingen wurde Johannes zum Sande gewählt. Er war Mitglied der Fraktion „Pariser Hof“. 1855 gründete Dechant Johann Bernhard Diepenbrock das St.-Bonifatius-Hospital.
1856 erhielt Lingen durch die Eröffnung der Bahnstrecke Emden–Rheine Anschluss an das Schienennetz und das Eisenbahnausbesserungswerk Lingen, das zum größten Arbeitgeber der Stadt wurde. Lingen nahm in der ersten Hälfte des 19. Jahrhunderts einen vielversprechenden wirtschaftlichen Aufschwung, der allerdings dadurch gebremst wurde, dass Bürgermeister Heinrich Horkel es nicht verhindern konnte, dass Rheine und nicht Lingen der Knotenpunkt des preußischen mit dem hannoverschen Bahnnetz im Westen wurde. Dadurch konnte Rheine Lingen wirtschaftlich deutlich überflügeln, zumal die große Eisengießerei und Maschinenfabrik Windhoff, Deeters & Co. nach einem Brand mitten in der Gründerkrise trotz eines schnellen Wiederaufbaus letztlich nicht überleben konnte.
Nach dem Österreichisch-Preußischen Krieg von 1866 annektierte Preußen das unterlegene Königreich Hannover, das zur preußischen Provinz Hannover wurde. Somit wurde Lingen durch die Annexion auch Teil des deutschen Zollvereins. Im Jahre 1869 wurde die Synagogengemeinde Lingen gegründet; bis dahin hatten die Lingener Juden den Gottesdienst in Freren besucht. 1878 baute die Gemeinde am damaligen Gertrudenweg eine Synagoge und ein Schulhaus. Dort wurde vor allem Religionsunterricht erteilt.
Nach dem Deutsch-Französischen Krieg errichtete die Stadt Lingen zur Erinnerung an die Kriegsteilnehmer auf dem Marktplatz vor dem Historischen Rathaus ein Kriegerdenkmal. Während des Kulturkampfs versuchte der preußische Staat bis 1878, eine Trennung von Kirche und Staat zu erreichen. Dies rief auch in Lingen Widerstand der Bürger hervor, die überwiegend der römisch-katholischen Kirche angehörten. Einer ihrer Vertreter im Reichstag war Ludwig Windthorst.
Durch die Eröffnung des Ems-Vechte-Kanals im Juli 1879, der es erlaubte, Waren von Nordhorn über Lingen nach Emden zu transportieren, blühte der Handel in Lingen auf, ebenso durch den Ausbau des Ems-Hase-Kanals zum Dortmund-Ems-Kanal, der am 11. August 1899 eröffnet wurde. Durch den Bau der Kleinbahn Lingen–Berge–Quakenbrück und deren Eröffnung am 31. Mai 1904 konnte des Weiteren der ländliche Raum östlich von Lingen für den Fernhandel erschlossen werden. Durch zunehmenden Wohlstand hörte die Hollandgängerei auf.

### Das 20. Jahrhundert
1927 wurde Lingen von einem schweren Wirbelsturm heimgesucht, viele Häuser der historischen Innenstadt wurden schwer beschädigt. 1934 entstanden im Lingener Stadtteil Reuschberge ausgedehnte Kasernenanlagen (die Walter-Flex-Kaserne für die Infanterie und die Scharnhorstkaserne für die Artillerie), die 1935 bezogen wurden und bis Ende 2007 von der Bundeswehr genutzt wurden.
Während der Reichspogromnacht vom 9. auf den 10. November 1938 setzten SA-Männer die Lingener Synagoge in Brand.
1944 zerstörten zwei Luftangriffe der Alliierten das Eisenbahnausbesserungswerk und Teile Lingens. Lingen war Standort eines bedeutenden Reservelazaretts der Wehrmacht, zu dem auch Lazarette für die Kriegsgefangenen in den Emslandlagern mit den vielen zugehörigen Arbeitskommandos gehörten. Am 4./5. April 1945 wurde Lingen nach schweren Kämpfen und Häuserkämpfen in der Innenstadt von britischen Truppen eingenommen. Kampfkommandant Hauptmann Herbert Schewe und die Männer seines Gefechtsstandes kapitulierten am 5. April um 12:05 Uhr. Auf dem Neuen Friedhof sind mindestens 211 deutsche militärische und zivile Kriegstote bestattet. Nach dem Ende des Zweiten Weltkriegs 1945 gehörte Lingen zur Britischen Besatzungszone.
Die britische Militärverwaltung richtete ein DP-Lager ein zur Unterbringung von Displaced Persons (DP). Viele von ihnen stammten aus Polen, Estland, Lettland und dem früheren Jugoslawien. Sie waren befreite Zwangsarbeiter aus den Emslandlagern oder politische Flüchtlinge. Im Februar 1946 überschwemmte ein Hochwasser der Ems das Stadtzentrum und richtete große Zerstörungen an. Mit Mitteln des Marshallplanes begann 1950 der Bau der Erdöl-Raffinerie Emsland zur Verarbeitung von 550.000 t/a deutschen Rohöls aus den Erdölfeldern des Emslandes und angrenzender Gebiete; die Inbetriebnahme folgte 1953. 1956 wurde Lingen Bundeswehr-Garnisonsstadt.
1975 begann die Umgestaltung der Innenstadt: Heute umfasst ein Fußgängerbereich die historische Looken-, Marien-, Burg- und Große Straße, den Marktplatz, den Universitätsplatz und die angrenzenden Innenstadtstraßen. 1977 verlor Lingen im Zuge der niedersächsischen Kreisreform, durch die der Landkreis Lingen aufgelöst wurde, den Kreissitz, wurde aber große selbständige Stadt; seither gehört Lingen zum Landkreis Emsland, dessen Kreisstadt – seiner zentralen Lage wegen – Meppen wurde.
Mit Gründung der Institute für Management und Technik, Kommunikations-Management sowie Theaterpädagogik der Hochschule Osnabrück wurde Lingen im Jahr 2000 wieder Hochschulstandort. In den Jahren 2006 und 2007 wurde das ehemalige Postgelände zwischen Looken- und Poststraße zu einem innerstädtischen Einkaufszentrum („Lookentor-Passage“) umgebaut.
Am 31. Dezember 2007 wurde der Bundeswehrstandort in Lingen geschlossen.
2025 feiert die Stadt ihr Stadtjubiläum 1050 Jahre Stadt Lingen. Dazu werden seit dem 12. Januar 2025 verschiedene Veranstaltungen in der Stadt angeboten.

### Eingemeindungen
In den 1970er Jahren wurde das Gebiet der Kernstadt durch Zusammenschlüsse und Eingemeindungen im Rahmen der Gemeindereform vergrößert. Schon im Jahr 1970 schlossen sich die Gemeinden Darme, Laxten und Brockhausen freiwillig Lingen an. Am 1. März 1974 wuchs die Stadt um die Gebiete der bisherigen Gemeinden Altenlingen, Baccum, Bramsche-Wesel, Brögbern, Clusorth-Bramhar, Estringen, Holthausen, Hüvede-Sommeringen, Mundersum, Münnigbüren und Ramsel sowie um den Ortsteil Schepsdorf der aufgelösten Gemeinde Schepsdorf-Lohne. Am 1. Juli 1978 wurden kleinere Gebiete der Gemeinde Wietmarschen an Lingen übertragen, nämlich die ehemalige Gemeinde Wachendorf sowie Rheitlage und Herzford aus der ehemaligen Gemeinde Schepsdorf-Lohne.

### Einwohnerentwicklung
Stadt Lingen ab 1960
| Jahr | Einwohner |
| ---- | --------- |
| 1960 | 24.700    |
| 1961 | 29.515    |
| 1970 | 31.493    |
| 1977 | 43.671    |
| 1980 | 44.000    |
| 1990 | 48.700    |

| Jahr | Einwohner |
| ---- | --------- |
| 2000 | 51.684    |
| 2002 | 51.423    |
| 2004 | 51.318    |
| 2006 | 51.417    |
| 2009 | 51.292    |
| 2010 | 51.098    |

| Jahr | Einwohner |
| ---- | --------- |
| 2011 | 51.821    |
| 2012 | 51.832    |
| 2015 | 53.011    |
| 2016 | 53.905    |
| 2017 | 54.117    |
| 2018 | 54.422    |

Einwohnerentwicklung von Lingen von 1810 bis 2018. Rot die Einwohnerentwicklung des Ortsteils nach Tabelle 'Einzelne Ortsteile', blau die Einwohnerentwicklung der Stadt wechselnden Gebietsständen nach Tabelle 'Stadt Lingen ab 1960'

(1960, 1977 bis 2007, 2012 jeweils am 31. Dezember; 1961 am 6. Juni, 1970 am 27. Mai, Volkszählungsergebnisse einschließlich der im Jahr 1970 eingegliederten Orte); 2009 am 1. Juni, 2010 am 1. Januar; 2011 am 9. Mai (Zensus 2011); nur Erstwohnsitz
Einzelne Ortsteile
| Einwohner / Jahr   | 1794  | 1810  | 1880  | 1900  | 1925   | 1933   | 1939   | 1950   | 1961  | 1970  | 2008   | 2010   | 2012   | 2017   |
| ------------------ | ----- | ----- | ----- | ----- | ------ | ------ | ------ | ------ | ----- | ----- | ------ | ------ | ------ | ------ |
| Altenlingen        | 132   | k. A. | 236   | 255   | 315    | 299    | 283    | 420    | 876   | 1.050 | 2.873  | 2.922  | 2.986  | 2.988  |
| Baccum             | k. A. | k. A. | 308   | 335   | 385    | 390    | 387    | 567    | 679   | 909   | 1.763  | 1.731  | 1.730  | 1.746  |
| Biene              | 211   | k. A. | 357   | 389   | 437    | 555    | 607    | 952    | k. A. | k. A. | 2.375  | 2.329  | 2.335  | 2.377  |
| Bramsche           | k. A. | k. A. | 227   | 288   | 320    | 372    | 395    | 693    | 607   | 762   | 2.243  | 2.204  | 2.180  | 2.269  |
| Brockhausen        | 53    | k. A. | 117   | 132   | k. A.  | 169    | 150    | 186    | k. A. | k. A. | 176    | 170    | 178    | 167    |
| Brögbern           | 137   | k. A. | 350   | 412   | 506    | 537    | 536    | 772    | 1.380 | 1.982 | 3.043  | 3.040  | 3.015  | 3.046  |
| Clusorth-Bramhar   | k. A. | k. A. | 383   | 449   | 520    | 475    | 505    | 659    | 564   | 652   | 898    | 889    | 869    | 879    |
| Darme              | k. A. | k. A. | 255   | 300   | 609    | 714    | 824    | 1.290  | k. A. | k. A. | 4.190  | 4.111  | 4.109  | 4.123  |
| Estringen-Polle    | k. A. | k. A. | 224   | 273   | k. A.  | 233    | 254    | 378    | 315   | 313   | 250    | 248    | 252    | 244    |
| Holthausen         | 110   | k. A. | 234   | 226   | 308    | 324    | 342    | 476    | 1.675 | 2.233 | 1.035  | 1.001  | 997    | 992    |
| Hüvede-Sommeringen | k. A. | k. A. | k. A. | k. A. | 256    | 313    | 315    | 407    | 338   | 359   | 263    | 271    | 266    | 229    |
| Laxten             | 241   | k. A. | 501   | 680   | 1.203  | 1.217  | 1.377  | 1.515  | k. A. | k. A. | 7.061  | 7.256  | 7.123  | 7.144  |
| Lingen             | k. A. | 1.829 | 5.825 | 7.048 | 10.914 | 11.591 | 12.854 | 20.164 | k. A. | k. A. | 26.758 | 26.882 | 26.699 | 27.819 |
| Mundersum          | k. A. | k. A. | 297   | 308   | 137    | 139    | 137    | 213    | 131   | 124   | 86     | 83     | 80     | 81     |
| Münnigbüren        | k. A. | k. A. | 171   | 220   | 243    | 238    | 241    | 262    | 250   | 220   | 209    | 195    | 196    | 193    |
| Ramsel             | k. A. | k. A. | 224   | 262   | 296    | 292    | 289    | 381    | 365   | 574   | 712    | 702    | 690    | 706    |
| Schepsdorf         | k. A. | k. A. | 1.069 | 1.246 | 1.730  | 2.022  | 2.131  | 2.820  | 922   | 1.194 | 1.974  | 1.950  | 1.896  | 1.870  |
| Wachendorf         | k. A. | k. A. | 87    | k. A. | 115    | 140    | 121    | 159    | 195   | 201   | 115    | 117    | 112    | 108    |

### Konfessionsstatistik
Die Einwohner Lingens gehörten folgenden Konfessionen an oder machten hierzu keine Angabe:
| Konfession             | März 2019 | Nov. 2021 | Jan. 2023 | Juli. 2025 |
| ---------------------- | --------- | --------- | --------- | ---------- |
| römisch-katholisch     | 54,3 %    | 51,9 %    | 49,6 %    | 46,8 %     |
| evangelisch-lutherisch | 18,8 %    | 17,7 %    | 16,9 %    | 18,8 %     |
| evangelisch-reformiert | 3,8 %     | 3,7 %     | 3,6 %     | -          |
| sonstige/ohne Angabe   | 22,9 %    | 26,7 %    | 29,9 %    | 34,4 %     |

## Politik

### Rat
Der Rat der Stadt Lingen besteht aus 42 Mitgliedern und dem direkt gewählten Oberbürgermeister. Die Mitglieder des Rates kommen aus vier Parteien und zwei Wählergemeinschaften. Nachdem die CDU fast 60 Jahre die absolute Mehrheit der Sitze innegehabt hatte, verlor sie diese bei der letzten Kommunalwahl am 12. September 2021, ist aber immer noch stärkste Kraft im Rat.
Das Endergebnis der Ratswahl 2021 ist nebenstehendem Diagramm zu entnehmen:
Daraus ergibt sich für die 43 Sitze folgende Sitzverteilung:
- CDU: 20 Sitze
- SPD: 8 Sitze
- Die BürgerNahen (BN): 4 Sitze
- Grüne: 6 Sitze
- FDP: 3 Sitze
- FWL: 1 Sitz
- Oberbürgermeister: 1 Sitz

### Stadtdirektoren
Während der Zeit der zweigleisigen Verwaltungsspitze (1945–2000) hatte die Stadt Lingen folgende Stadtdirektoren bzw. Oberstadtdirektoren:
- 1945–1946: Clemens Brackmann
- 1946–1954: Alfons Mainka
- 1954–1967: Heinrich Pelz
- 1967–2000: Karl-Heinz Vehring (ab 1977 Oberstadtdirektor)

### Bürgermeister
Bürgermeister von Lingen
- 1824–1863: Heinrich Horkel[45]
- 1863–1893: Werner von Beesten
- 0000–1919: Johannes Meyer
- 1919–1920: Erich Kühne
- 1920–1933: Hermann Gilles (Zentrum)
- 1933–1941: Erich Plesse (NSDAP)
- 1946–1951: Julius Landzettel
- 1951–1968: Robert Koop (CDU)
- 1968–1988: Hans Klukkert (CDU) (ab 1977 Oberbürgermeister)

Oberbürgermeister von Lingen
- 1988–1995: Bernhard Neuhaus (CDU)
- 1995–2000: Ursula Ramelow (CDU)
- 2000–2010: Heiner Pott (CDU), erster hauptamtlicher Oberbürgermeister
- seit 2010: Dieter Krone (parteilos)[46]

Bei der Stichwahl am 26. September 2010 setzte sich der von SPD und Grünen unterstützte parteilose Dieter Krone mit 56,6 % der Stimmen gegen den CDU-Kandidaten, den Geester Bürgermeister Hans-Josef Leinweber, durch, der 43,4 % der Stimmen erreichte. Krone ist als Oberbürgermeister Nachfolger von Heiner Pott (CDU), der im April 2010 zum Staatssekretär des Niedersächsischen Ministeriums für Soziales, Frauen, Familie, Gesundheit und Integration berufen worden war.
Bei der Oberbürgermeisterwahl am 22. April 2018 kam Dieter Krone auf 73,93 % der Stimmen. Der einzige Mitbewerber, Robert Koop von der Wählervereinigung „Die Bürgernahen“, erhielt 26,07 % der Stimmen.
Ehrenamtlicher Erster Bürgermeister ist seit 2021 Stefan Heskamp (CDU), das Amt des Zweiten Bürgermeisters teilen sich Werner Hartke (CDU) und Stefan Wittler (SPD).

### Ortsräte
In den ehemaligen Samtgemeinden Altenlingen, Baccum und Bramsche sowie in den ehemaligen Gemeinden Brockhausen, Brögbern, Clusorth-Bramhar, Darme, Holthausen, Laxten und in der Ortschaft Schepsdorf (mit Reithlage und Herzford) der ehemaligen Gemeinde Schepsdorf-Lohne bestehen jeweils Ortsräte, die über die Entwicklung ihrer Ortschaften mitwirken. Bei der Kommunalwahl am 12. September 2021 hat die CDU bis auf Laxten in allen Ortsräten die Mehrheit der Mandate errungen.

### Kinder- und Jugendparlament
In Lingen gibt es ein Kinder- und Jugendparlament (KiJuPa), dessen Mitglieder jeweils für zwei Jahre gewählt werden. Mitmachen können alle Lingener Jugendlichen im Alter von 11 bis 17 Jahren. Das KiJuPa besteht derzeit aus 57 Mitgliedern und 14 Beratern. An der Wahl im Herbst 2010 nahmen 61 % der wahlberechtigten Kinder und Jugendlichen teil; die letzte Wahl fand im Herbst 2020 statt. Das KiJuPa hat einen eigenen jährlichen Etat, der im Jahre 2011 im Zuge von Einsparmaßnahmen der Stadt Lingen (Ems) von 9300 auf 9000 € aus eigenem Bestreben gesenkt wurde und für die Förderung der Kinder- und Jugendarbeit in der Stadt Lingen (Ems) zweckgebunden ist. Der Vorsitzende des KiJuPas ist Matthias Vehring, Enkel des Ehrenbürgers und ehemaligen Oberstadtdirektors Karl-Heinz Vehring.

### Wappen
| Wappen von Lingen | Blasonierung: „In rotem Feld drei schwebende goldene Türme mit stützenförmigen Sockeln, von denen der mittlere die seitlichen nach oben und nach unten überragt. Der Schild wird mit einer goldenen Krone (Rangkrone) überhöht und von zwei goldenen, stehenden Löwen (Schildhaltern) flankiert, die auf einem von einer Muschel ausgehenden Rankenwerk stehen. Der Schwanz der Löwen wird entweder einfach oder doppelt dargestellt.“ |
| Wappen von Lingen | Wappenbegründung: Die Türme weisen auf die Stadttore hin: Burg-, Looken- und Mühlentor. Bei der Rangkrone handelt es sich um eine sogenannte Marquis- oder Markgrafenkrone (Stirnreif mit drei Blatt- und zwei Perlzinken, auf denen je drei Perlen sitzen). Ihre Verwendung im Stadtwappen von Lingen weist möglicherweise auf die Grafschaft Lingen und die Grafen von Tecklenburg hin. Der Heraldik nach gehören die Schildhalter zu den Pracht- oder Prunkstücken des Wappens, geben keine weitere Erläuterung zum Wappeninhaber und haben rein dekorativen Charakter. |

### Flagge
Die Farben der Stadt Lingen sind rot und goldgelb.

### Städtepartnerschaften
Die Stadt Lingen (Ems) unterhält zurzeit fünf Städtepartnerschaften im europäischen Ausland und in Sachsen.
- Burton-upon-Trent, seit 1982, 1992 erweitert auf das gesamte Borough East Staffordshire (Vereinigtes Königreich)
- Langenbielau (Polen), seit 1993
- Marienberg (Deutschland), seit 1996
- Salt (Spanien), seit 1998
- Elbeuf (Frankreich), seit 2004[53]

Eine weitere Städtepartnerschaft mit Lanivtsi (Ukraine) ist durch den Rat beschlossen, aber noch nicht offiziell vertraglich festgehalten.

## Kultur und Sehenswürdigkeiten

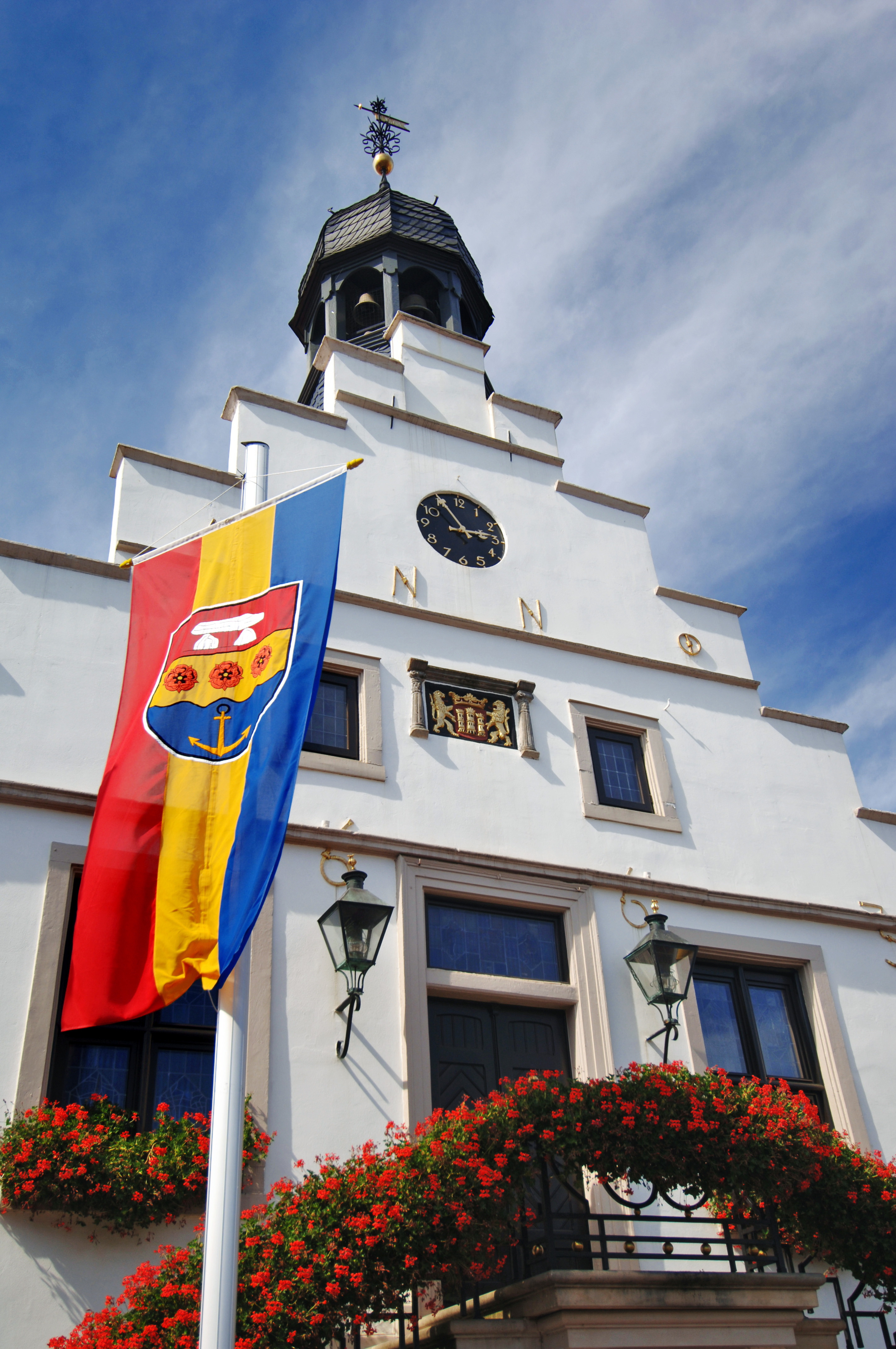
Historisches Rathaus

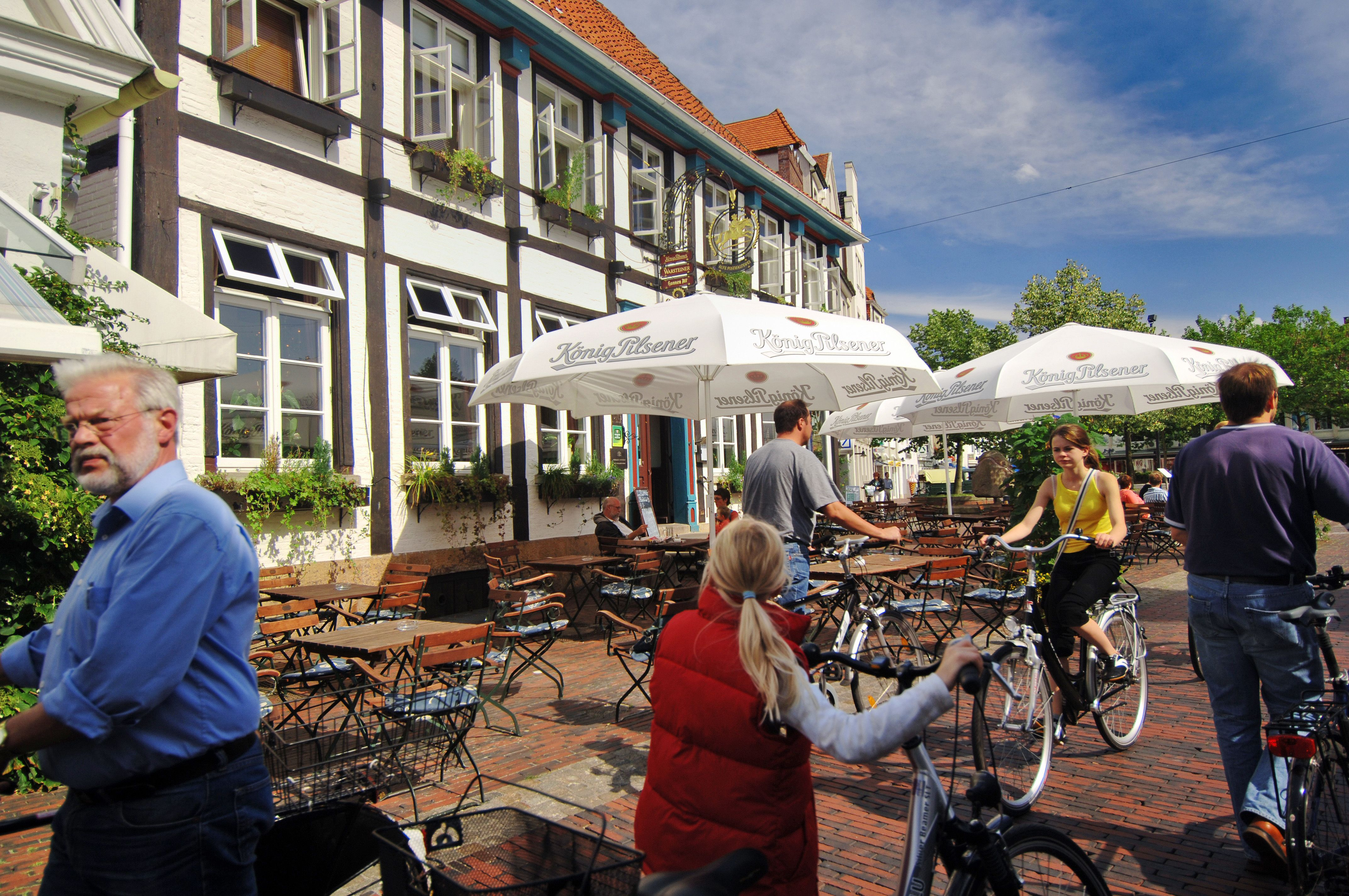
Radler vor der Alten Posthalterei

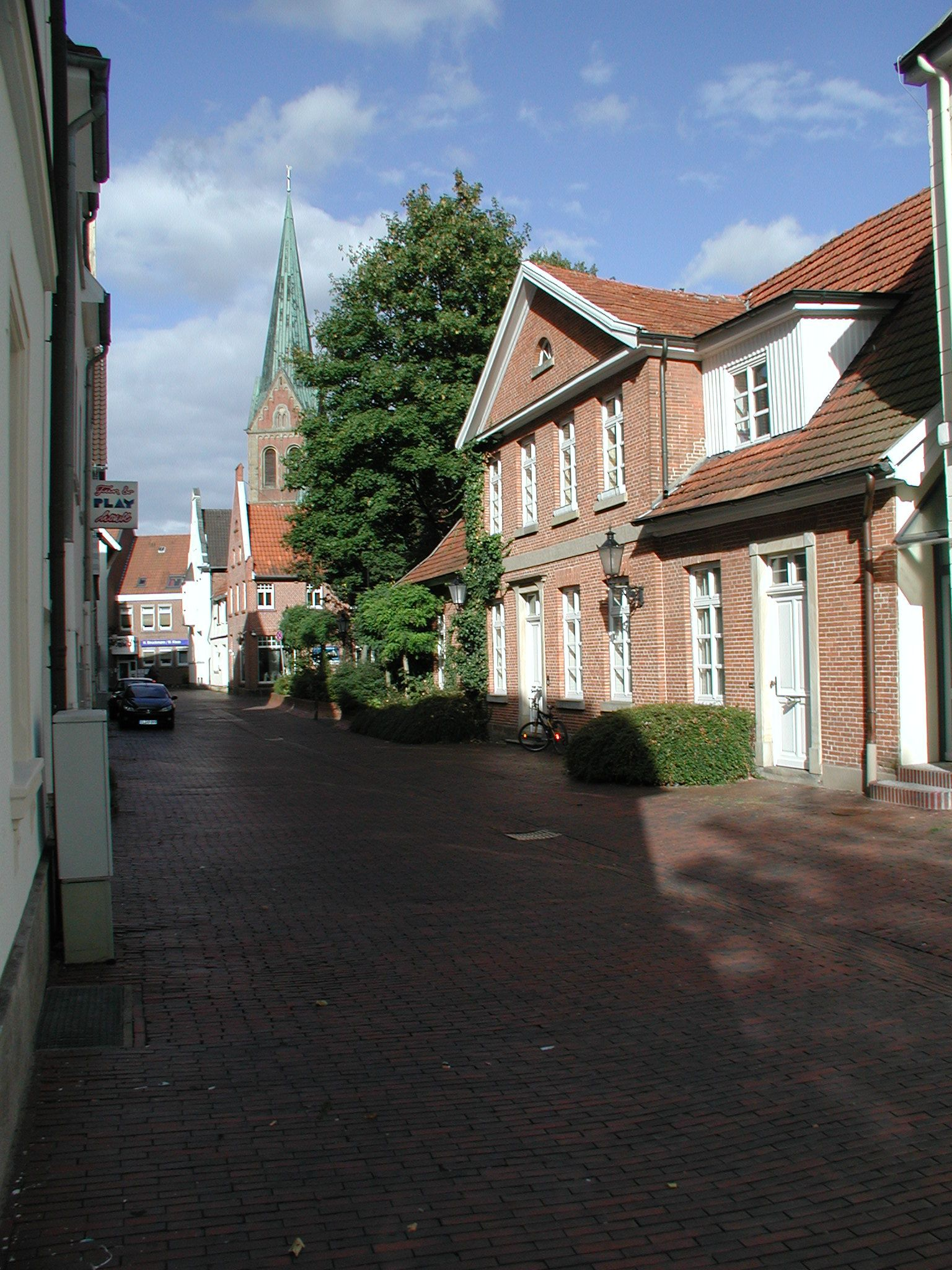
Straße in der Altstadt

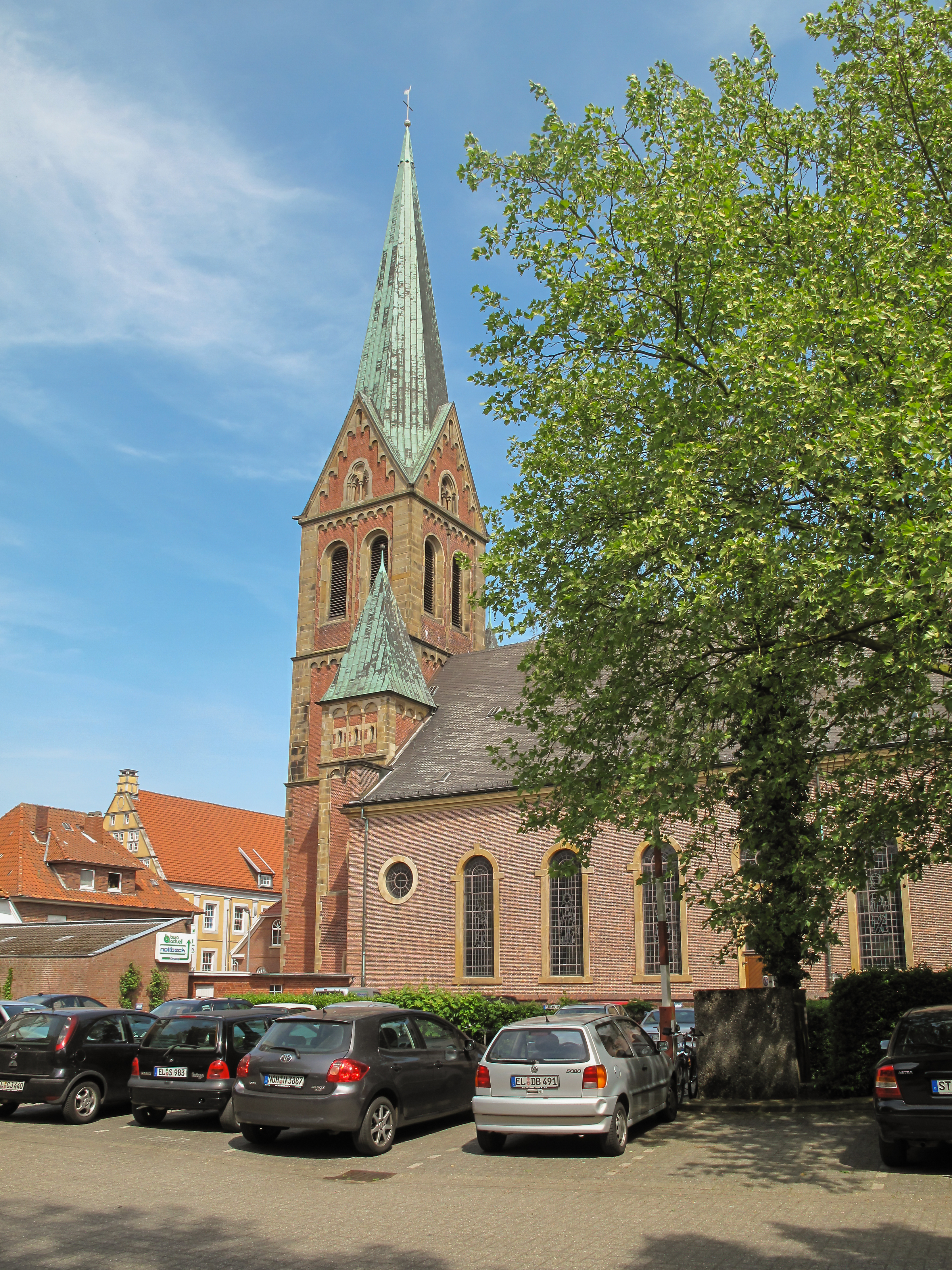
Kirche Sankt Bonifatius

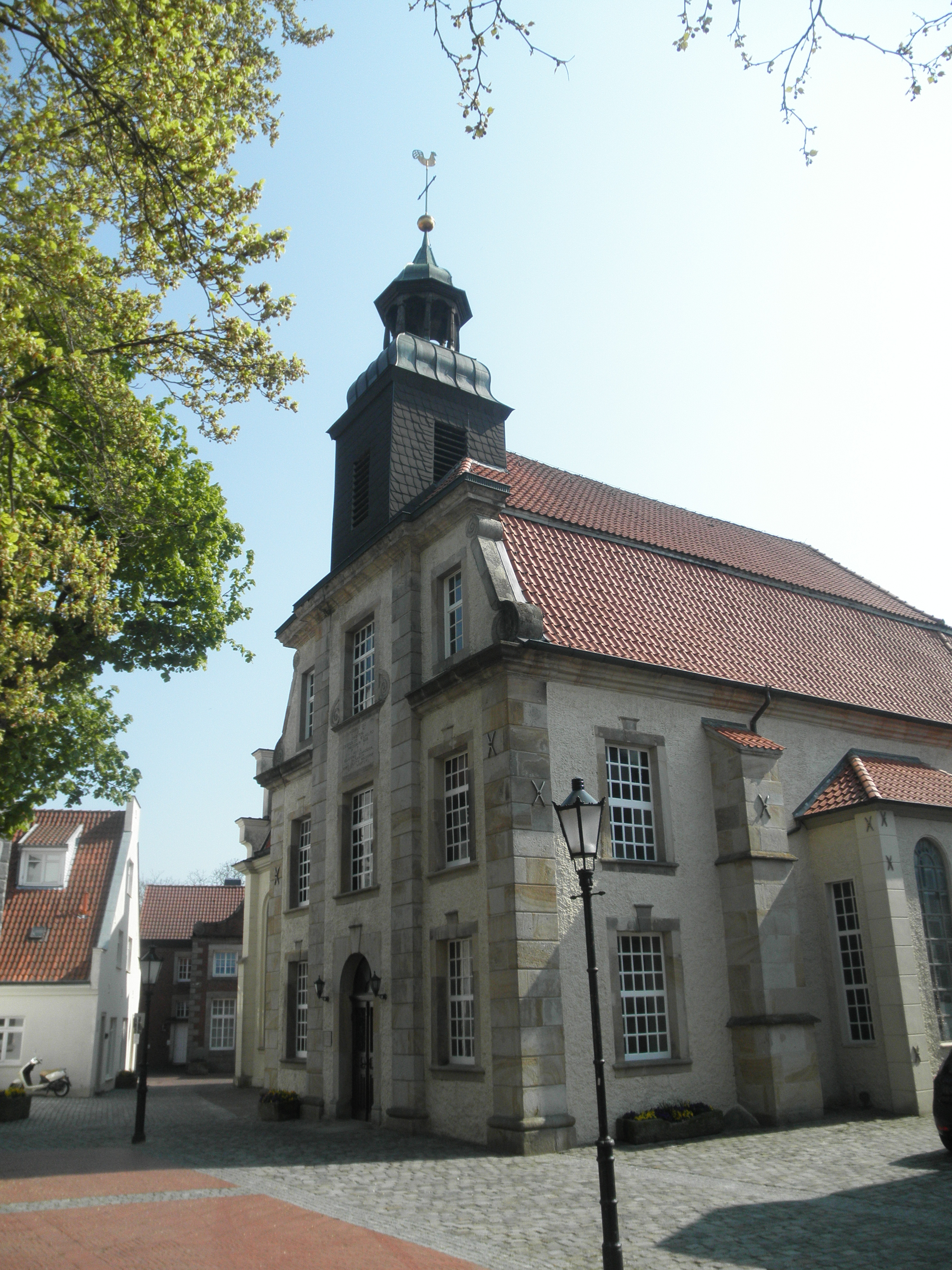
Kreuzkirche am Universitätsplatz

### Sehenswürdigkeiten und Bauwerke
Der Lingener Marktplatz gilt als „beste Stube“ der Stadt. Hier steht u. a. das historische Rathaus von 1555, das mit seinem Treppengiebel von 1663 als das Wahrzeichen der Stadt anzusehen ist; es dient heute repräsentativen Zwecken und steht für standesamtliche Trauungen zur Verfügung. Täglich um 12, 15 und 18 Uhr erscheint und erklingt aus dem Giebel des Rathauses ein Figuren- und Glockenspiel. Auf dem Marktplatz und in der angrenzenden Altstadt finden sich zahlreiche Giebelhäuser. Die ältesten wurden nach dem großen Lingener Stadtbrand im Jahr 1548 neu errichtet. Zu ihnen zählt die Alte Posthalterei, ein zweigeschossiges Fachwerkhaus mit Walmdach, das von 1653 bis 1851 Lingens Poststelle war und heute eine Gaststätte beherbergt. Das älteste, aus dem Jahr 1653 stammende Bürgerhaus der Stadt (Am Markt 8), befindet sich heute im Besitz der Kivelinge. Am Marktplatz liegt ferner das Haus der Familie Schmitz (Am Markt 20), welches die Eltern des bekannten Schauspielers Theo Lingen bewohnten. Heute wird hier ein Café betrieben. Theo Lingen wählte seinen Künstlernamen nach dem Namen der Stadt, dem Geburtsort seines Vaters. Die humoristische Figurengruppe des Marktbrunnens, der in unmittelbarer Nähe des historischen Rathauses liegt, stammt von Hanns Joachim Klug. Östlich des Marktplatzes, und mit ihm durch die schmale Clubstraße verbunden, liegt der Universitätsplatz mit dem 1678 bis 1680 gebauten Seminargebäude (heute Kunstschule des Kunstvereins Lingen), dem Professorenhaus von 1684/85 (heute Theaterpädagogisches Zentrum, TPZ Lingen) und der barocken evangelisch-lutherischen Kreuzkirche, die 1733 bis 1737 errichtet und 1888 im neuromanischen Stil erweitert wurde.
Die schönste Straße Lingens dürfte die Burgstraße sein. Vom Marktplatz aus findet man zunächst das Hellmannsche Haus von 1641 mit seinem reich ornamentierten Fachwerkgiebel und die ab 1832 errichtete katholische Bonifatiuskirche. Etwas weiter findet man das Palais Danckelmann von 1646, das seit Jahrhunderten das Amtsgericht beherbergt; im zugehörigen Kutscherhaus (Gesindehaus) aus dem frühen 18. Jahrhundert befindet sich ein Teil des Heimatmuseums. Seit einigen Jahren sind auch hier standesamtliche Trauungen möglich. Sehenswert sind auch die evangelisch-reformierte Kirche (Turm von 1250, Chor von 1629 und Kirchenschiff von 1772) an der Kirchstraße und der 1961 durch die Kivelinge wieder neu aufgebaute Pulverturm (Straße Am Pulverturm). Er ist der letzte Zeuge der im 17. Jahrhundert abgetragenen Festung Lingens. Der ursprüngliche Pulverturm stammt noch aus dem späten Mittelalter. Die barocke Toranlage auf dem Gelände des Pulverturms stammt vom früheren Haus des oranischen Drosten Rutger von Haersolte an der Lookenstraße.
Ein Skulpturenweg „Weg der Tugenden“ wurde im Jahr 2022 durch die Kunsthalle Lingen zusammen mit dem Lingener Stadtpastorat und der Stadt Lingen eingerichtet. Er zeigt an verschiedenen Orten im Stadtgebiet Kunstwerke, die sich mit einzelnen Tugenden beschäftigen.
Außerhalb des Stadtzentrums sind das im Süden gelegene Schloss Herzford und das im Norden der Stadt gelegene, 180 Hektar große, Geester Speicherbecken zu erwähnen, das in den 1980er Jahren als Kühlwasserreservoir für das Kernkraftwerk Emsland gebaut wurde und ein beliebtes Naherholungsgebiet ist. Im Nordosten der Stadt betreibt der NDR eine Sendeanlage für UKW, TV und MW. Als Antennenträger wird ein 227 Meter hoher, geerdeter Stahlrohrmast mit einer Reusenantenne für Mittelwelle verwendet. Außerdem existiert ein 158 Meter hoher Fernmeldeturm der Deutschen Telekom AG im Stadtteil Schepsdorf.

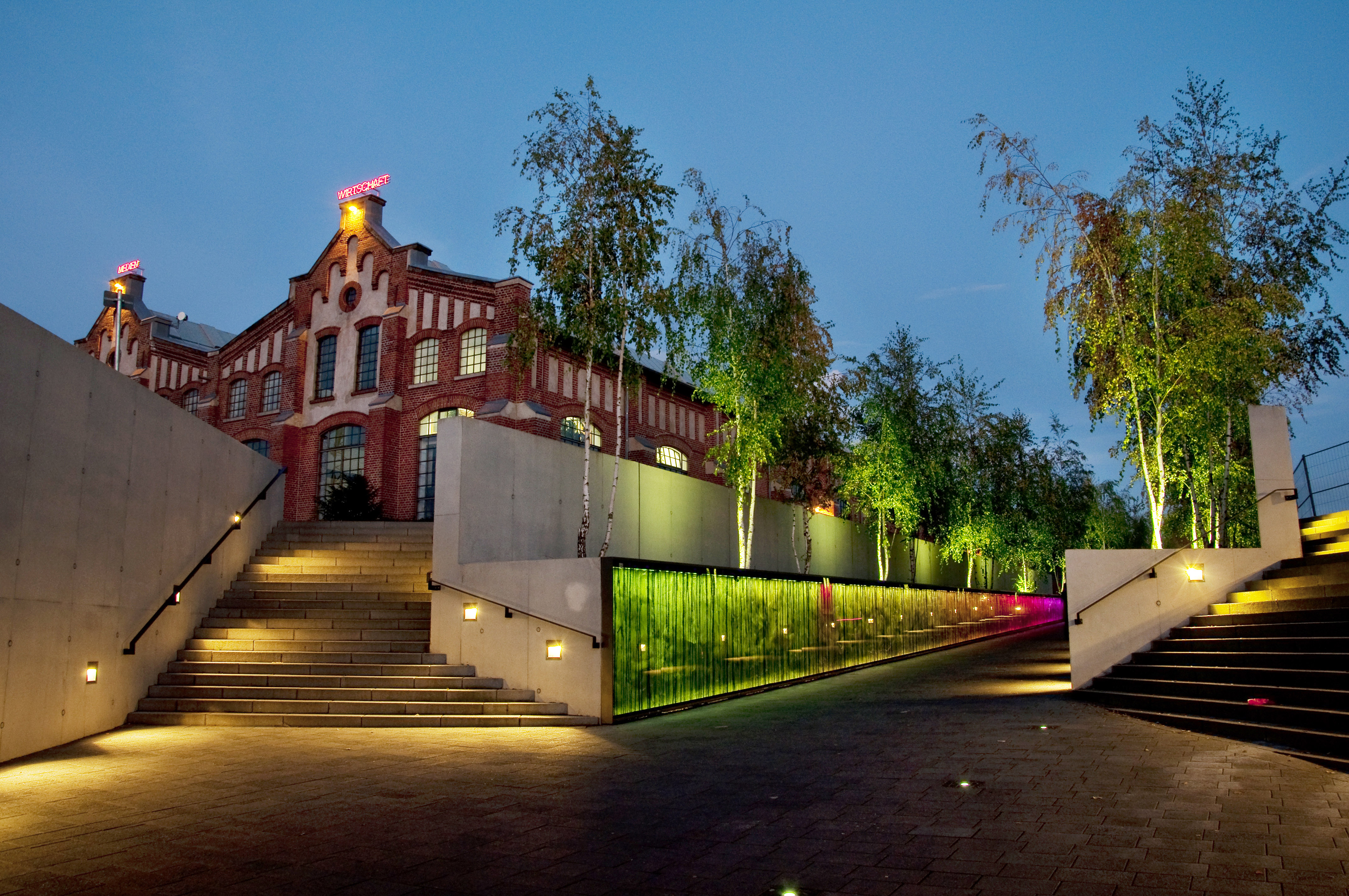
Illuminierte Fußgängerunterführung am Bahnhof

Im Februar 2006 begann ein Umbau des Lingener Bahnhofs. Zunächst wurde eine Unterführung für Fußgänger und Radfahrer zwischen der Bernd-Rosemeyer-Straße (zur Stadtmitte) und der Kaiserstraße (zum Strootgebiet) auf der Ostseite des Bahnhofs gebaut, die 2007 eröffnet wurde. Neben der vereinfachten Querung der Gleisanlagen verbessert diese Unterführung auch die Anbindung der Fachhochschule sowie des IT-Zentrums an die Innenstadt. Zwischen dem Bahnhof und der Unterführung wurde eine Fahrradstation neu errichtet. An der Stelle des früheren Gleises 3 wurde im Jahr 2009 ein neuer Seitenbahnsteig an Gleis 2 errichtet, der durch die Unterführung barrierefrei zugänglich ist. Ferner wurde der bisherige Bahnsteig an Gleis 1 erhöht und modernisiert. Direkt neben dem Bahnhof befindet sich der seit Herbst 2010 fertig umgebaute ZOB.

### Kulturelle Einrichtungen

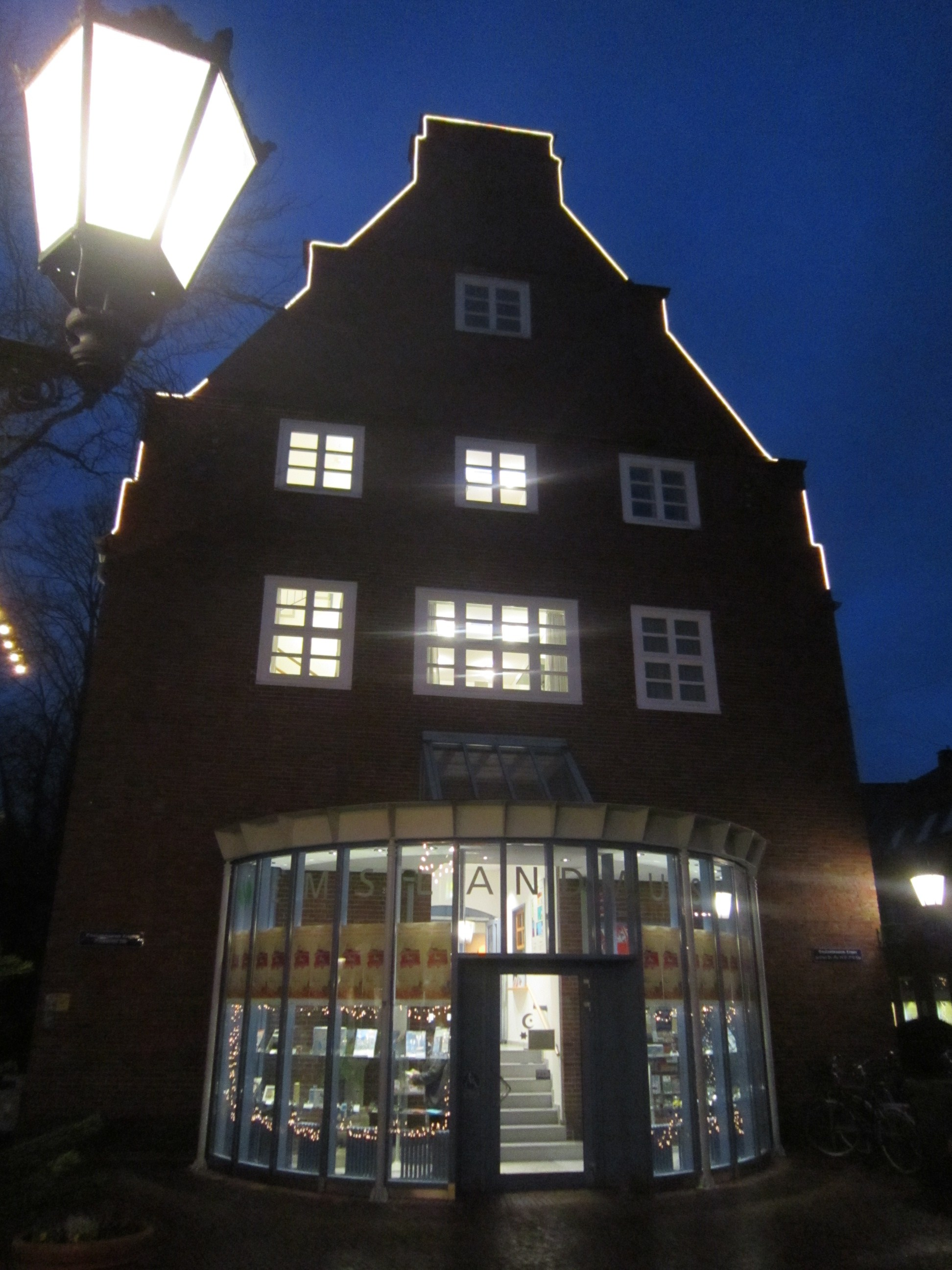
Emslandmuseum an der Burgstraße

- Kinder-, Jugend- und Kulturzentrum Alter Schlachthof
- Burgtheater als Teil des Instituts für Theaterpädagogik der Hochschule Osnabrück
- Centralkino als Kulturzentrum (Trägerschaft Kulturzentrum Centralkino Lingen e. V.)
- Emslandhallen als Messe- und Veranstaltungszentrum
- EmslandArena als Multifunktionshalle für Sport- und Kulturveranstaltungen
- Halle IV als Veranstaltungszentrum in einem Teil des ehemaligen Eisenbahnausbesserungswerkes
- Theater an der Wilhelmshöhe
- Theaterpädagogisches Zentrum der Emsländischen Landschaft e. V. (TPZ Lingen)
- Emslandmuseum
- Lern- und Gedenkort Jüdische Schule
- Kulturforum Sankt Michael
- Kunsthalle Lingen in der Halle IV des ehemaligen Eisenbahnausbesserungswerkes
- Kunstschule
- Musikschule des Emslandes
- Europäisches Theaterhaus/European Theatre House e. V.
- Brettspieletreff Lingen e. V.

### Sport
Ca. 22.500 der Lingener Einwohner sind in mehr als 80 Sportvereinen organisiert. Mit 18 Sporthallen, 4 Gymnastikhallen und einer Tanzhalle deckt die Stadt Lingen (Ems) die Anforderungen für den Hallensport, insbesondere für den Schulsport, den Vereinssport, aber auch für den nicht organisierten Sport ab.
Ferner gibt es in Lingen 12 Sportzentren mit 40 Rasenspielfeldern und einem Kunstrasenplatz (Fußball). Hervorzuheben ist in diesem Zusammenhang das Emslandstadion, das über normgerechte leichtathletische Anlagen, insbesondere eine 400-Meter-Kunststofflaufbahn, verfügt.

#### Fußball
In der 2. Kreisklasse Emsland-Süd spielt der TuS Lingen 2020, Nachfolgeverein des ehemaligen Oberligisten TuS Lingen. Der SV Holthausen/Biene ist in der Landesliga Weser-Ems aktiv. Mit derzeit 29 Jugendmannschaften, fünf Herren- und einer Damenmannschaft verfügt Olympia Laxten über die größte Fußballabteilung im Emsland.

#### Weitere Sportangebote
- Golfplatz des „Golfclubs Emstal e. V.“
- Tennisanlagen mit insgesamt 60 Spielfeldern; vier Tennishallen (zwölf Spielfelder)
- Reitzentrum mit einer Reithalle und Reiterstadion sowie einem Islandpferde-Reiterstadion, das internationalen Anforderungen genügt
- Freizeit-, Sport- und Erlebnisbad LINUS mit Sauna und Freibadbereich
- drei Rudervereine mit Bootshaus, unmittelbar am Dortmund-Ems-Kanal im Innenstadtbereich gelegen
- Segel- und Surfanlage auf dem Speichersee Geeste im Norden Lingens
- fünf Skaterbahnen sowie ausgewiesene Straßenstrecken
- vier Schießsportanlagen, unter anderem die zentrale Schießsportanlage an der Wilhelmshöhe mit 30 Luftgewehrbahnen und neun Schießbahnen für Kleinkaliber
- Bowling-Center
- ein Kanuverleih beim Kanu-Klettercamp
- Kung-Fu-Schule
- Ein Billard- und Dartcafé (Spielort des PBC Lingen)
- Schachverein Lingen 1959, spielte in der Saison 2019/20 in der 1. Bundesliga[57][58]

#### Special Olympics
2021 hatte sich die Stadt als Host Town für die Gestaltung eines viertägigen Programms für eine internationale Delegation der Special Olympics World Summer Games 2023 in Berlin beworben. 2022 war die Stadt als Gastgeberin für die Special Olympics Bahamas ausgewählt worden. Damit wurde die Stadt Teil des größten kommunalen Inklusionsprojekts in der Geschichte der Bundesrepublik mit mehr als 200 Host Towns.

### Regelmäßige Veranstaltungen
Folgende wiederkehrenden kulturellen Veranstaltungen finden in Lingen statt:
- Ende Januar findet alljährlich in den Emslandhallen die Blumenschau „Gartenträume“ statt.
- Alle zwei Jahre im April oder Mai (zuletzt 2018) findet die Internationale Rassehundeausstellung CACIB (FCI) in den Emslandhallen statt.
- An den ersten Wochenenden im Mai und im Oktober findet die Frühjahrs- bzw. Herbst-Kirmes auf dem Festgelände an den Emslandhallen statt.
- Alle drei Jahre zu Pfingsten (zuletzt 2022), veranstalten die Kivelinge das Kivelingsfest und verwandeln die Innenstadt in einen mittelalterlichen Markt.
- Im Juni findet die Drachenboot-Regatta auf dem Dortmund-Ems-Kanal am LRG Bootshaus statt.
- Seit 1990 findet alle vier Jahre das Kindertheater-Festival Welt-Kindertheater-Fest statt. Es gilt weltweit als erstes internationales Festival für Kinder von Kindern.
- Seit 1981 veranstalten die Abiturienten der Lingener Gymnasien jedes Jahr kurz vor den niedersächsischen Sommerferien das Umsonst-und-draußen-Festival. Das ehemalige Abifestival trägt inzwischen den Namen Lautfeuer. Veranstalter ist seit 2005 der als gemeinnützig anerkannte Abifestival seit 1981 e. V. Veranstaltungsort ist seit dem Anfang der 1990er Jahre ein Gelände an der Schüttorfer Straße, im Schatten des alten Kernkraftwerkes.
- im August Musikfest der Wirte in der Altstadt
- Hafenfest am alten Hafen
- Jedes Jahr an einem Wochenende Anfang September findet in der Markthalle der Emslandhallen die Baumesse Lingen statt[60].
- Jährlich wird am dritten Wochenende im September das Altstadtfest in der Innenstadt gefeiert. Zahlreiche Vereine, Verbände und Organisationen bieten dabei von freitags bis sonntags ein attraktives Programm auf mehreren Bühnen und sorgen für das leibliche Wohl von bis zu 80.000 Besuchern.
- seit 2006 Apfelfest im Ortsteil Clusorth-Bramhar
- In der Adventszeit findet alljährlich vor dem Historischen Rathaus der Weihnachtsmarkt statt. Eine der Hauptattraktionen ist die Eislaufbahn unter freiem Himmel.
- Von 1999 bis 2013 kam jährlich die Weltelite der Dressurreiter zum Internationalen Dressurfestival nach Lingen.

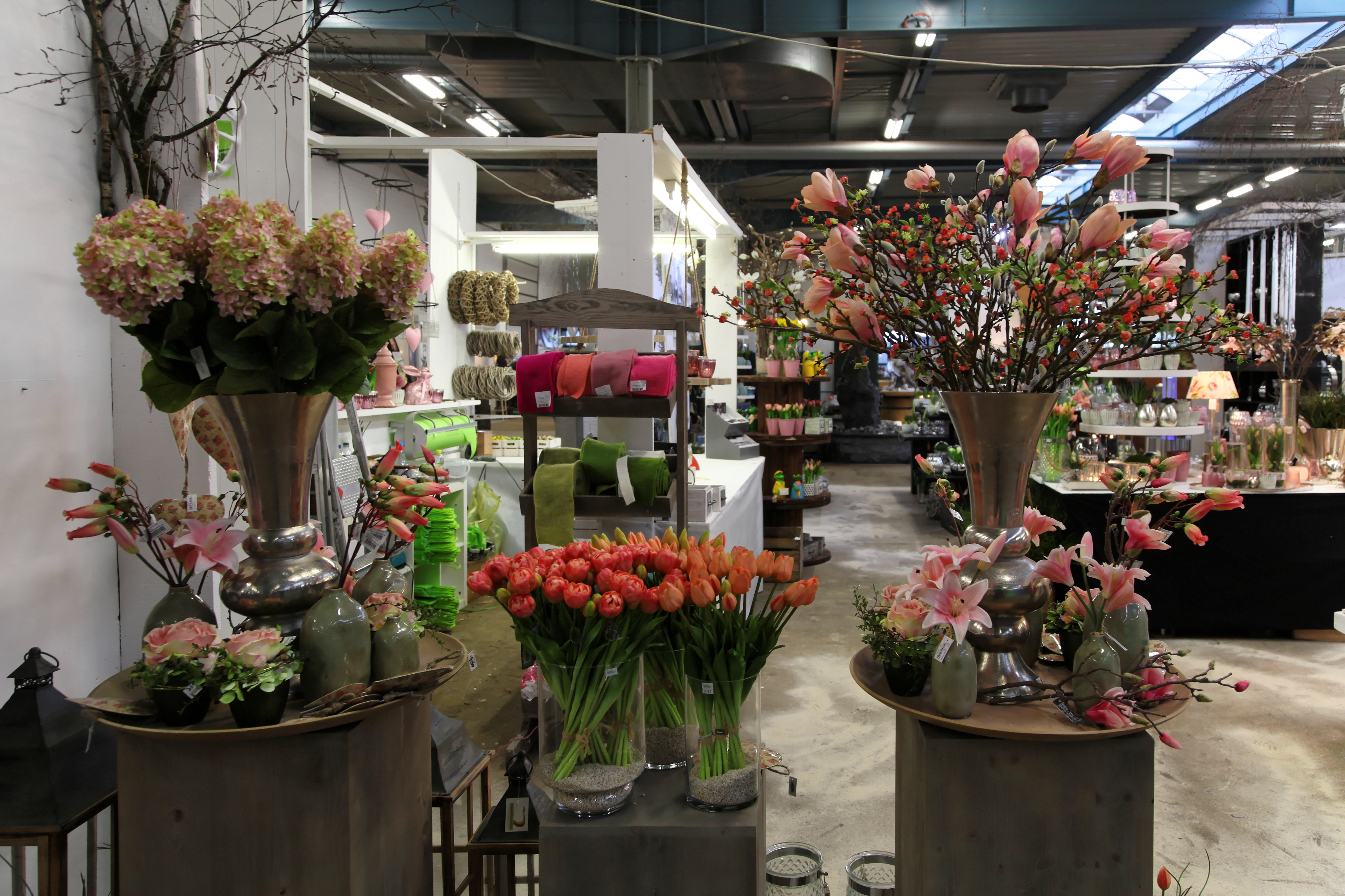
„Gartenträume 2018“
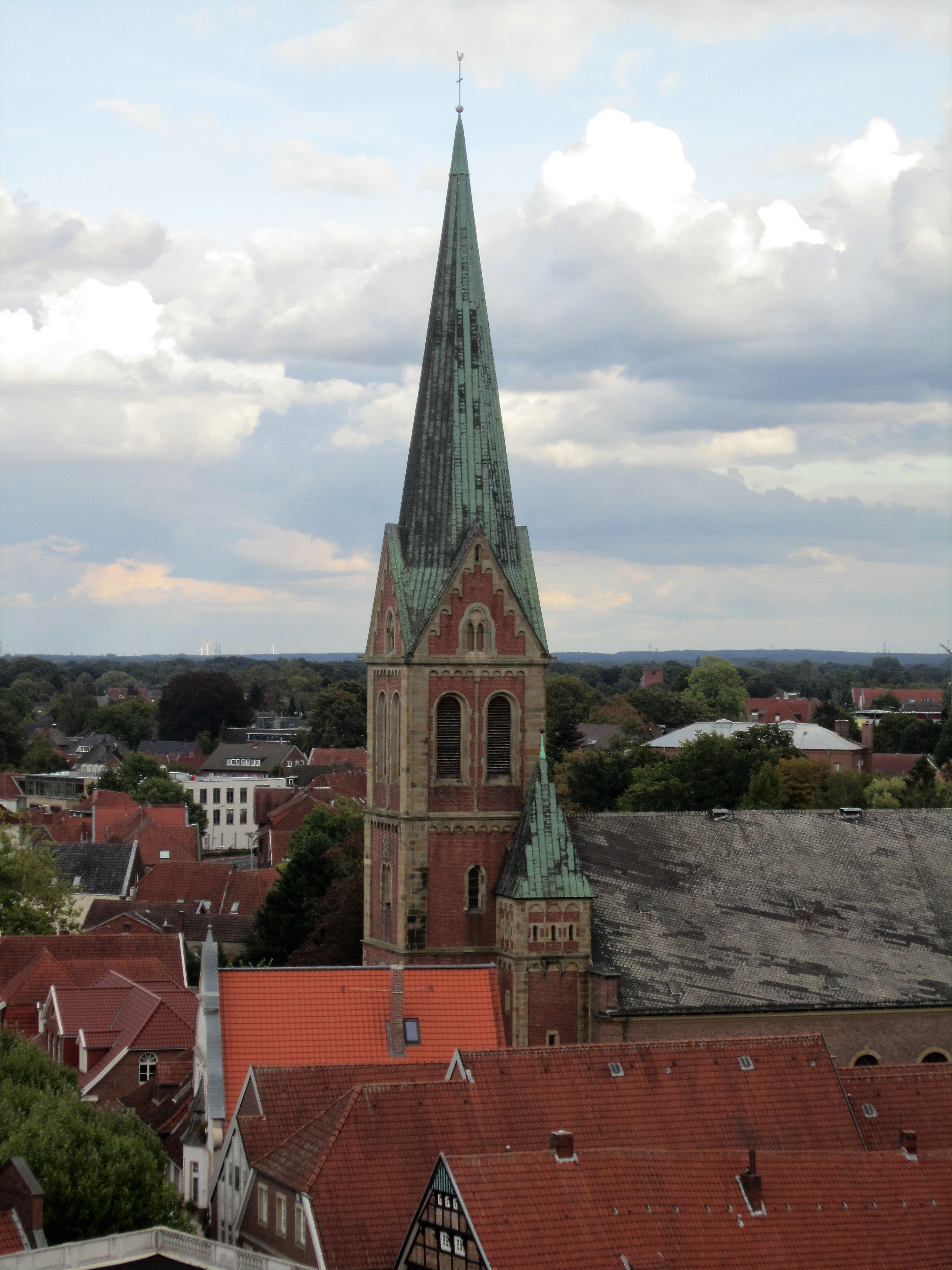
Blick Richtung Osten aus dem Stadtfest-Riesenrad
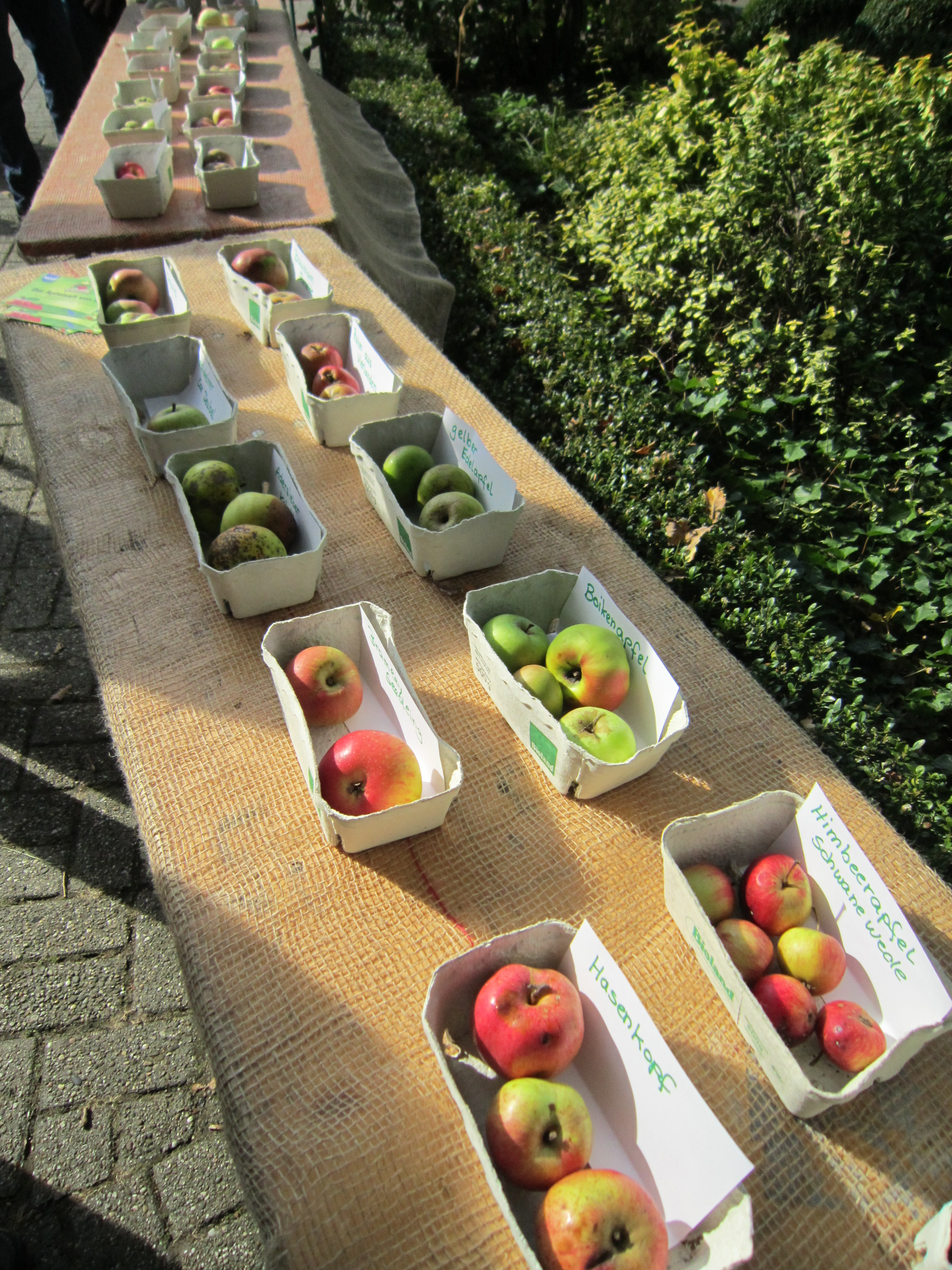
Präsentation seltener Apfelsorten auf dem Clusorther Apfelfest
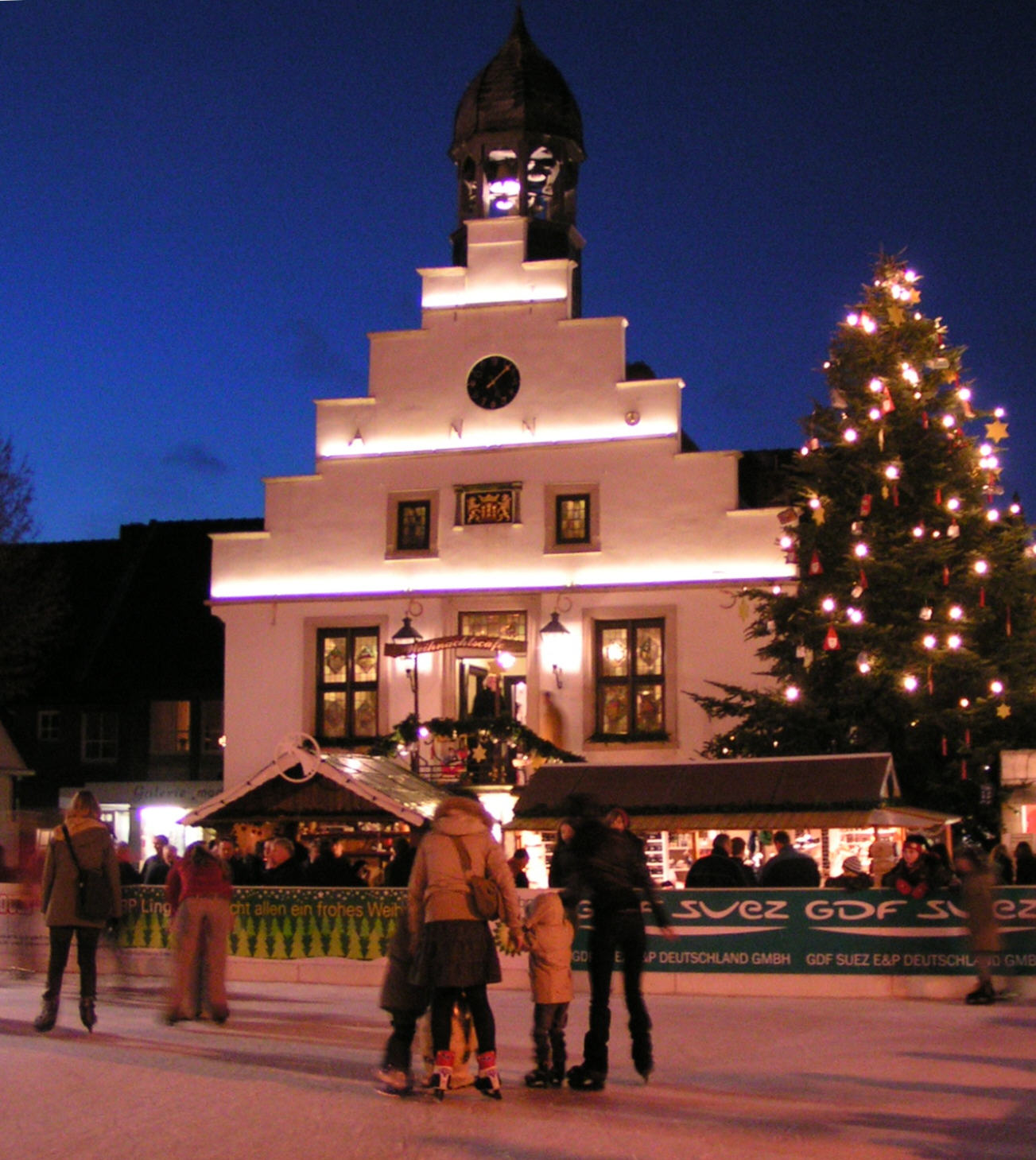
Eislaufbahn und Weihnachtsmarkt vor dem Rathaus

## Wirtschaft und Infrastruktur

### Wirtschaft

#### Erdölindustrie

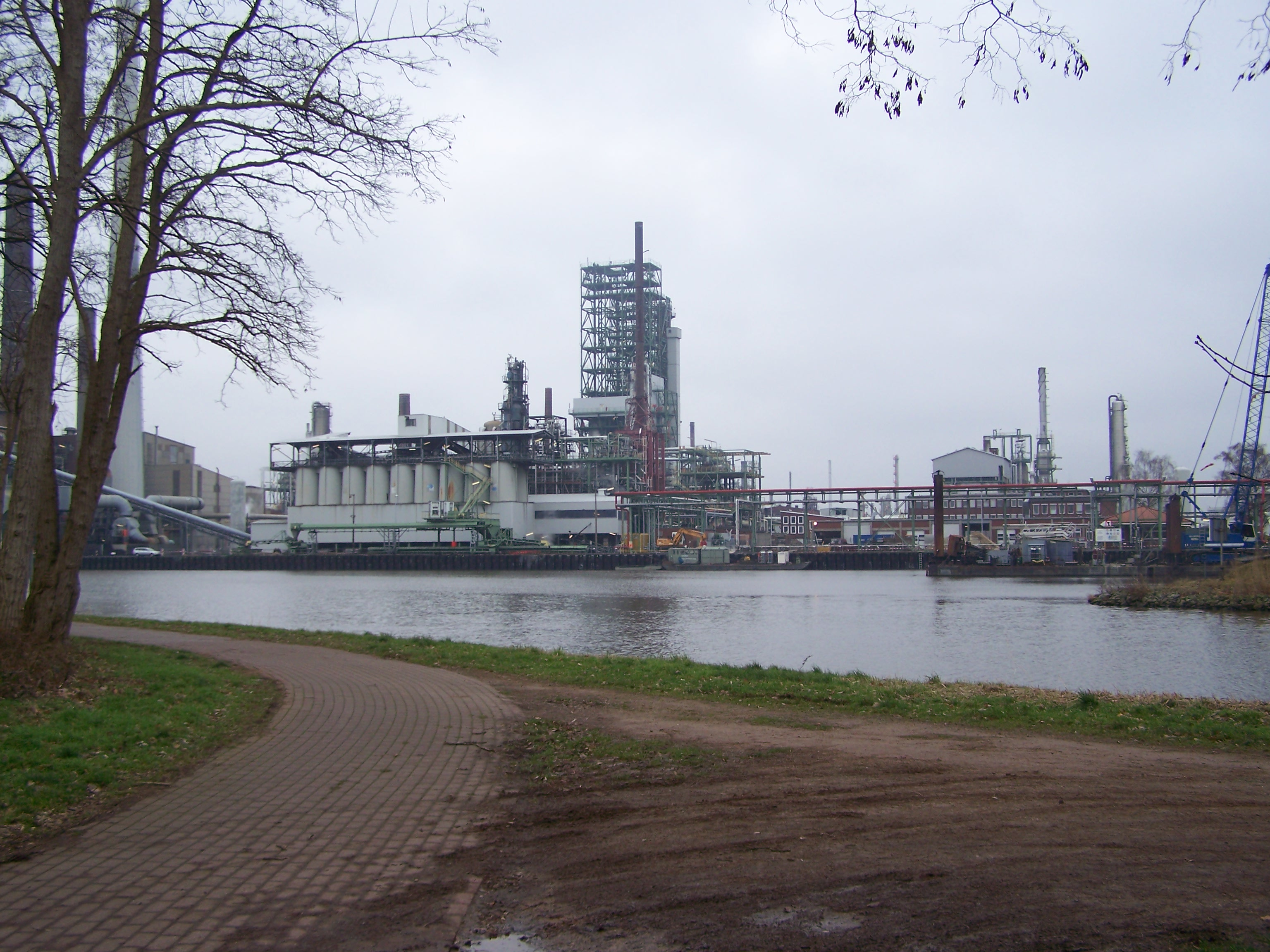
Die Raffinerie vom Kanal aus gesehen

Von Lingen wurden die Erdölvorkommen im Emsland, die die größten in Deutschland sind, sowie die Erdgasvorkommen in der norddeutschen Tiefebene erschlossen. Ende der 1940er Jahre hat sich in Lingen die Deutsche Schachtbau- und Tiefbohrgesellschaft mbH angesiedelt, die in den 1970er und 1980er Jahren einer der bedeutendsten Arbeitgeber der Stadt war. Nach zahlreichen Übernahmen firmiert die Gesellschaft seit November 2008 unter dem Namen GDF Suez E&P Deutschland GmbH. Die Produktion betrug im Jahr 2008 1,696 Milliarden Kubikmeter Erdgas sowie 456.000 Tonnen Erdöl.
Die seit 1953 bestehende Raffinerie Emsland (BP Lingen) im Stadtteil Holthausen stellt mit etwa 700 Mitarbeitern bei einer Kapazität von etwa 4,1 Millionen Tonnen jährlich unter anderem Kraftstoffe, leichtes Heizöl und Flüssiggas aus deutschem und ausländischem Rohöl her.
Die Rosen-Gruppe hat in Lingen ihren Gründungsstandort. Das Familienunternehmen mit heutigem Hauptsitz in Stans (Schweiz) ist auf die Forschung, Entwicklung, Herstellung sowie den Einsatz von Inspektionsgeräten für Pipelines und weiteren komplexen technischen Anlagen spezialisiert. Es bietet seine Dienstleistungen und Produkte weltweit für die Öl- und Gasindustrie sowie weitere Branchen an. Überdies entwickelt und fertigt die Unternehmensgruppe „intelligente Kunststoffe“ beziehungsweise Funktionspolymere für verschiedene Anwendungen. 2016 arbeiteten weltweit mehr als 2800 Personen für das Unternehmen, in Lingen sind es mehr als 1000 (Stand: Ende 2015).

#### Kraftwerke
Im Jahre 1968 nahm der VEW-Konzern in der damaligen Gemeinde Darme das Kernkraftwerk Lingen in Betrieb. Es war eines der ersten kommerziellen Kernkraftwerke Deutschlands. Wegen zahlreicher Störfälle wurde es schon 1977 wieder stillgelegt. In den Jahren 1989 und 1990 erlangte es noch einmal eine gewisse Bekanntheit, als dort Molkepulver dekontaminiert wurde, das nach der Katastrophe von Tschernobyl verstrahlt worden war.
Seit 1972 bzw. 1975 erzeugen in der Nachbarschaft des Kernkraftwerkes zwei Blöcke des Erdgaskraftwerk Emsland mit einer Leistung von insgesamt 820 Megawatt Strom.
Im Jahre 1988 wurde das Kernkraftwerk Emsland (KKE) mit einer Leistung von 1400 Megawatt in Betrieb genommen. Es ist eines der letzten deutschen Kernkraftwerke, die in Betrieb gingen. Am 15. April 2023 ging das KKE infolge des Atomausstiegs als erstes der letzten drei verbliebenen deutschen Kernkraftwerke vom Netz. Seit 2002 gibt es in unmittelbarer Nähe ein Zwischenlager für abgebrannte Brennelemente aus dem KKE.
Alle diese Kraftwerke gehörten ursprünglich dem VEW-Konzern. Seit dessen Fusion mit RWE gehören sie zur RWE Power AG. In den Lingener Kraftwerken sind über 400 Menschen beschäftigt.
Im Juni 2007 hat die RWE AG mit dem Bau eines GuD-Kraftwerkblocks mit einer Leistung von 876 Megawatt begonnen (Block D des Erdgaskraftwerks), der im Jahr 2010 ans Netz ging. Zu dem neuen Kraftwerk gehört ein Erdgasröhrenspeicher. Die Investitionssumme belief sich auf mehr als 500 Millionen Euro.

#### Industriepark Lingen-Süd
In der Nähe der Kraftwerke entwickelte sich ein Industriegebiet. Dort gibt es unter anderem
- die Brennelementfertigungsanlage Lingen von Advanced Nuclear Fuels, in der seit 1977 etwa 25.000 Brennelemente für Kernkraftwerke hergestellt wurden
- das Elektrostahlwerk von Benteler mit einer Jahreskapazität von 560.000 Tonnen Stahl, der aus Schrott hergestellt wird
- ein Baerlocher-Werk mit etwa 250 Beschäftigten, das Additive für die Kunststoffindustrie herstellt
- ein Werk des schwedischen Industriegüterkonzerns Atlas Copco zur Produktion von Straßenfräsen, das Ende 2010 geschlossen wurde. Die Hallen werden seit Mitte 2011 durch eine niederländische Chemie-Firma als Lager verwendet.
- den Versandhandel EMP Merchandising (Merchandising mit Tonträgern, Fanartikeln, Accessoires, Textilien und Filmen),
- eine Regionalniederlassung der Discounter-Firma Aldi-Nord, zuzüglich eines großflächigen Zentrallagers,
- die Zentrale des Bauunternehmens Mainka Bau.

#### Hochschule und IT-Zentrum
Auf dem ehemaligen Gelände des Lingener Eisenbahnausbesserungswerkes (EAW) an der Kaiserstraße vollzieht sich seit zwei Jahrzehnten eine Transformation von einer Industriebrache zu einem Standort für Wirtschaft und Wissenschaft.
Im Jahre 1990 erwarb die Stadt Lingen das Areal und bereitete schrittweise die zentral gelegene, unter Denkmalschutz stehende Industriebrache zur Neunutzung vor. Nach dem hastigen Abriss einiger Gebäude unmittelbar entlang der Kaiserstraße im März 1992 wurde zunächst die Außenhülle der sog. Halle IV instand gesetzt und renoviert, bis schließlich, nach einem Ideenwettbewerbe, ab Mitte der Neunzigerjahre auch der Innenausbau vorangetrieben wurde. Nach allem konnten vom ursprünglichen EAW insgesamt fünf Hallen restauriert werden und beherbergen seit 1995 neben Büro- und Arbeitsräumen der Hochschule Osnabrück Standort Lingen, ein Studio des Offenen Kanals Ems-Vechte-Welle, den regionalen Fernsehsender emsTV (früher: EV1.TV), die Kunsthalle Lingen und unter dem Dach des IT-Zentrums Lingen viele weitere Firmen aus dem IT- und Dienstleistungsbereich sowie Tagungsräume. Seit 2007 verbindet eine Unterquerung den Bereich des ehemaligen EAW und des angrenzenden Strootgebiets mit dem westlich der Bahnstrecke gelegenen Theo-Lingen-Platz, dem Bahnhof und dem Stadtkern. Seit Beginn des Wintersemesters 2012/13 komplettiert die vollständig renovierte Lokrichthalle I/II als 'Campus Lingen' der Hochschule Osnabrück in Lingen den Wandel des ehemaligen Werksgeländes. Die Gesamtkosten des neuen Hochschulcampus Lingen, auf dem mehr als 2500 Studierende ihr Studium absolvieren können, werden auf 45 Millionen Euro geschätzt. Er wurde am 8. Oktober 2012 offiziell eingeweiht. Ein modern gestalteter Neubau im Bereich der ehemaligen Kesselschmiede beherbergt die im Frühjahr 2014 fertiggestellte und vom Studentenwerk Osnabrück betriebene Mensa des Campus.

#### Einzelhandel
Der Einzelhandel hat sich insbesondere im historischen Stadtzentrum angesiedelt. Die Hauptfußgängerzone umfasst die Lookenstraße, Marienstraße, Große Straße und Burgstraße sowie den Marktplatz. Der Einzelhandel ist geprägt durch inhabergeführte Geschäfte, aber insbesondere in der Lookenstraße und Marienstraße haben sich viele Filialisten niedergelassen. Am 22. März 2007 wurde die Einkaufspassage Lookentor eröffnet, die auf einer gesamten Verkaufsfläche von etwa 15.000 Quadratmetern insgesamt 50 Läden beherbergt. Sie verbindet die Fußgängerzonen der Lookenstraße und Marienstraße. Neben dem Stadtkern befindet sich an der Rheiner Straße ein Einkaufszentrum, welches neben Lebensmittel-Vollsortimentern insbesondere einen Baumarkt sowie ein Möbelhaus umfasst. In Lingen-Biene ist eine Landbäckerei ansässig.

#### Weitere wichtige Wirtschaftszweige
Es sind ferner ansässig, die Erwin Müller Gruppe Lingen (etwa 550 Mitarbeiter in Lingen): Hefttechnik (Marke NOVUS) und Bad-, Bau- und Klimatechnik (Marke EMCO), Unternehmen für Anlagenbau und Landwirtschaft.

### Tourismus
Im Jahr 2010 wurden in Lingen 225.299 Übernachtungen registriert. Das touristische Haupteinzugsgebiet ergibt sich aus einem Umkreis von 200 Kilometern. Seit der Fertigstellung der Emslandautobahn A 31 besuchen verstärkt Gäste aus dem Ruhrgebiet die Region.
Die Lingener Touristinformation verzeichnete 2010 etwa 20.000 Kundenkontakte. Sie hat sich als Anlaufpunkt in touristischen Belangen, aber auch als Vorverkaufsstelle für Veranstaltungen bei Gästen und Einheimischen etabliert.
Der Radtourismus hat, wie auch andernorts im Norden, in den letzten Jahren zugenommen. Mittlerweile umfasst das stetig erweiterte Radwege-Netz über 220 Kilometer auf regionalen und überregionalen Routen. Besonders attraktiv sind die Wege entlang der Ems und des Dortmund-Ems-Kanals.
Naturbelassene Teile der Ems bei Lingen werden häufig von Kanuten für Ausflüge genutzt.
Wo sich die Wasserstraßen Ems – Dortmund-Ems-Kanal – Ems-Vechte-Kanal kreuzen, liegt das Naherholungsgebiet Hanekenfähr. Hier sind u. a. fünfzehn Gastliegeplätze für Motorboote vorhanden. Ausflugsboote und Linienschiffe stehen für Touren auf dem Wasser zur Verfügung.
Ferner gibt es in Lingen drei Yacht-Clubs mit Gastliegeplätzen für durchreisende Wassersportler.
Die Stadt Lingen bietet über den Verein Lingen Wirtschaft + Tourismus e. V. (LWT) Rundgänge durch die Stadt an, u. a. mit „Bürgerin Brigitte“, den Kivelingen oder eine Führung auf Plattdeutsch. 2010 gab es ca. 250 Stadt- bzw. Kivelingsführungen.
Zu den regelmäßig stattfindenden verkaufsoffenen Sonntagen besuchen Gäste aus der näheren Umgebung die Stadt. Das Einkaufszentrum Lookentor und die Altstadt mit ihren kleineren Geschäften sind dabei stark frequentiert. Die Besucher stammen überwiegend aus dem Landkreis Emsland, der Grafschaft Bentheim und den benachbarten Niederlanden.

### Verkehr

#### Schienenverkehr

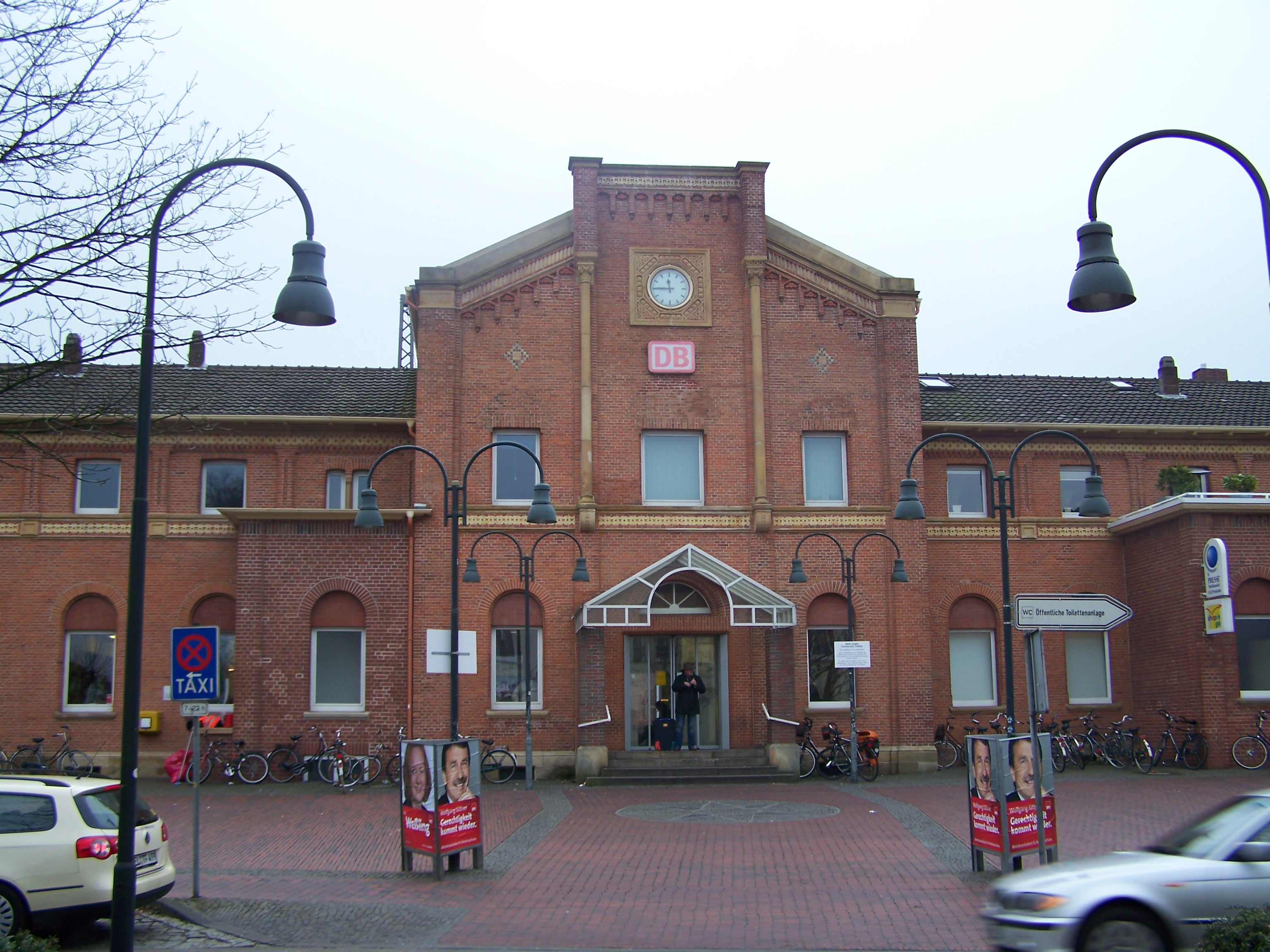
Bahnhofsgebäude Lingen

Lingen liegt an der 1855 eröffneten Hannoverschen Westbahn. Der emsländische Abschnitt dieser Strecke wird heute als Emslandstrecke bezeichnet. Am Bahnhof Lingen (Ems) halten die zweistündlich verkehrenden Intercity der Linie 35 Norddeich–Koblenz sowie stündlich der „Emsland-Express“ Münster–Emden (RE 15). Im Güterverkehr spielen vor allem die Güterbahnhöfe Holthausen (Erdölraffinerie) und Hanekenfähr (Industriegebiet Lingen-Süd) eine größere Rolle, außerdem gibt es mehrere Güterverkehrsgleise und eine Verladerampe am Bahnhof.
Von 1904 bis 1952 fuhr außerdem von Lingen im Personen- und Güterverkehr die schmalspurige Kleinbahn Lingen–Berge–Quakenbrück, deren Bahnhof sich jedoch an anderer Stelle befand als derjenige der Staatsbahn.

Ausbesserungswerk Lingen

Beim Bau der Hannoverschen Westbahn Löhne – Emden wurden in Lingen die zentralen Werkstätten angelegt und 1856 in Betrieb genommen. Zeitweise befand sich hier der Arbeitsplatz für ein Drittel der Lingener Haushalte, da es lange Zeit der einzige größere Industriebetrieb Lingens war. Nach langem Schrumpfen wurde das Bundesbahn-Ausbesserungswerk Lingen 1985 geschlossen.
Das Wagenwerk wurde abgerissen; an seiner Stelle stehen heute die Emslandhallen, in denen Märkte und Veranstaltungen stattfinden. Nach jahrelangem Leerstand und Verfall des direkt am Bahnhof gelegenen Lokwerks wurde zunächst die Halle IV saniert. Seit 1997 ist dort ein Zentrum für Wirtschaft, Medien und Kunst angesiedelt. Die restlichen Hallen wurden ab 2003 zu einem IT-Zentrum ausgebaut, in das im Herbst 2012 auch die Institute der Hochschule Osnabrück einzogen.

#### Straßenverkehr
Lingen liegt in der Nähe der Emslandautobahn (A 31) und im Schnittpunkt der Bundesstraßen 70, 213 und 214, die seit Ende der 1970er Jahre als Umgehungsstraßen um die Stadt herum führen.
Durch Lingen führt die deutsch-niederländische Ferienstraße Oranier-Route (B 213).
Nordumgehung: Eine mögliche Verbindung von Holthausen/Biene in die Innenstadt führt durch die Erdöl-Raffinerie Emsland. Auf Wunsch der Erdöl-Raffinerie Emsland wird nun eine Südumgehung der Raffinerie angestrebt. Diese Raffinerie-Südumgehung wird als gleichzeitige Nordumgehung Lingens geplant. Als Streckenverlauf wird an eine Abzweigung der Bundesstraße 213 vor Lingen-Damaschke gedacht (um den Durchgangsverkehr aus Damaschke zu bekommen), die über die derzeitige Abfahrt Altenlingen der B 70, südlich der Raffinerie bzw. nördlich des Stadtteils Altenlingen, eine neue Brücke über den Dortmund-Ems-Kanal zum Anschluss an die Meppener Straße benötigt. Eine Weiterführung zur A-31-Anschlussstelle Wietmarschen, erstmal parallel zur jetzigen L 48 (Dalumer Straße) bis kurz vor der Emsbrücke, von dort weiter auf den jetzigen Verlauf der K 321 (Mühlengraben) wird diskutiert.

#### Busverkehr
In und um Lingen verkehren Stadt- und Regionalbusse der Verkehrsgemeinschaft Emsland-Süd, die die einzelnen Ortsteile und die umliegenden Städte mit Lingen verbinden. Die Linie 165 (Lingen—Nordlohne—Lohne—Klausheide—Nordhorn) verkehrt montags bis samstags im Stunden- und sonntags im Zweistundentakt.
Im September 2011 wurde zusätzlich der Stadtbus „Lili-Bus“ (Linie für Lingen) eingeführt und damit das Angebot des ÖPNV erweitert. Vier Kleinbusse kommen seither auf den Linien 111 (Zentraler Omnibusbahnhof [ZOB]—Damaschke—Brögbern) und 121 (ZOB—Stroot—Gauerbach) zum Einsatz. Die beiden Linien fahren jeweils im Stundentakt: in der Woche von 6 bis 21:30 Uhr, am Freitag- und Samstagabend bis 23:30 Uhr – unabhängig von Schul- oder Ferientagen. Durch die Linienführung über die Wilhelmstraße und den Konrad-Adenauer-Ring ist es den Fahrgästen möglich, zahlreiche Einrichtungen des öffentlichen Lebens, wie zum Beispiel Musikschule, Krankenhaus, Ärztehaus, Theater und Kino, bequem zu erreichen. „Lili“ ist ein Pilotprojekt der Stadt Lingen zusammen mit der Verkehrsgemeinschaft Emsland-Süd.
Zwei Jahre später wurde das Angebot ausgebaut: Seitdem verkehren acht Stadtbuslinien. Der Preis pro Fahrt beträgt einheitlich 1,50 €.
Linie 101: Clusorth/Bramhar–Neue Heimat–ZOB,
Linie 11: Brögbern–Damaschke–ZOB,
Linie 21: Gauerbach–Stroot–ZOB,
Linie 31/131/132: Baccum–Ramsel–ZOB
Linie 41: Bramsche–Darme–ZOB,
Linie 61: ZOB–Reuschberge–Schepsdorf–Reuschberge–ZOB,
Linie 71/171: Holthausen/Biene–Altenlingen–ZOB,
Linie 74: ZOB–Telgenkamp–Heukampstannen–ZOB

#### Fahrradverkehr
In Lingen wird, wie auch sonst im Emsland und den zu den Niederlanden benachbarten Gebieten, traditionell viel Fahrrad gefahren. Genauere Daten liegen nicht vor. Einzelne konzeptionelle Ansätze zur Förderung des Radverkehrs liegen in Form einer Untersuchung für das Umweltbundesamt vor.
Durch das Stadtgebiet führen mehrere Radfernwege:
- Die Dortmund-Ems-Kanal-Route ist ein rund 350 km langer und nahezu steigungsfreier Radfernweg der das Ruhrgebiet mit der Nordseeküste verbindet.
- Der Emsradweg beginnt an der Ems-Quelle in der Ortschaft Schloß Holte-Stukenbrock am Rande des Teutoburger Waldes und folgt der Ems über eine Strecke von 375 Kilometern.
- Die Emsland-Route, ein 300 Kilometer langer Rundkurs zwischen Rheine und Papenburg, kreuzt oder nutzt mehrfach die gleiche Streckenführung wie die Dortmund-Ems-Kanal-Route.
- Die Hase-Ems-Tour führt entlang der Ems rund 265 km durch Niedersachsen und Nordrhein-Westfalen bis zur Mündung in die Ems bei Meppen.

#### Flugverkehr
Die Stadt Lingen ist Anteilseigner des Verkehrslandeplatzes Nordhorn-Lingen (Flugplatz Klausheide), etwa 14 Kilometer entfernt; der nächste internationale Flughafen ist der Flughafen Münster/Osnabrück in etwa 78 Kilometer Entfernung.

#### Schiffsverkehr

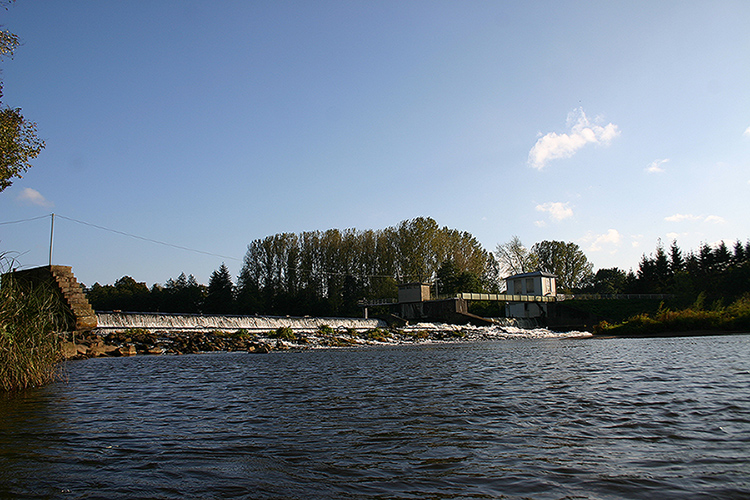
Emswehr Hanekenfähr („Wasserfall“) bei Lingen

Die Ems bei Lingen ist auf einer kurzen Strecke schiffbar, wird heute jedoch nur noch im Freizeitverkehr befahren. Bereits seit 1829 umfährt der Güterverkehr die zahlreichen Schleifen der Ems zwischen Lingen und Meppen auf einem Kanal, der zunächst Ems-Hase-Kanal hieß und seit über hundert Jahren Teil des Dortmund-Ems-Kanals ist.
Lingen verfügt über sieben Häfen für die Binnenschifffahrt. Die Erdölraffinerie in Holthausen sowie das Benteler-Stahlwerk in Hanekenfähr haben eigene Häfen; Massengüter werden im Darmer Hafen entladen. Hingegen haben der Alte Hafen und der Neue Hafen, nahe dem Stadtzentrum gelegen, an Bedeutung für die Wirtschaft verloren, gewinnen aber zunehmend Stellenwert für den Freizeitverkehr.

### Medien
In Lingen erscheint eine Tageszeitung, die Lingener Tagespost als Kopfblatt der Neuen Osnabrücker Zeitung. Außerdem befinden sich in Lingen ein Radio-Regionalstudio des NDR und von Hitradio Antenne sowie ein Studio des Bürgerradios Ems-Vechte-Welle. Mit ems.tv ist außerdem ein regionaler Fernsehsender in Lingen beheimatet, der im örtlichen Kabelnetz und über Internetstream empfangbar ist.
In Lingen existieren zwei Anlagen zur drahtlosen Verbreitung von Radio- und Fernsehprogrammen, der Sender Lingen des NDR, dessen Sendemast das höchste Bauwerk der Stadt ist, und ein Fernmeldeturm der Deutschen Telekom AG in Stahlbetonbauweise.

### Bildung
Lingen verfügt über zahlreiche allgemeinbildende Schulen, u. a. zwei Gymnasien: das traditionsreiche Gymnasium Georgianum, in das 2009 das Gymnasium Johanneum eingegliedert wurde, und das Franziskusgymnasium im Stadtteil Laxten, eine katholische Schule in Trägerschaft der Schulstiftung im Bistum Osnabrück.
In der beruflichen Bildung sind neben den staatlichen Berufsschulen (Fachrichtungen: gewerblich-technisch, land- und hauswirtschaftlich und kaufmännisch), viele private Bildungsträger engagiert. In den staatlichen Berufsschulen werden unter anderem Berufsfach- und Fachoberschulen in Vollzeitformen, Berufsvorbereitungsjahre, Berufsgrundbildungsjahre, Berufsaufbauschulen und Berufsschule im Dualen System (Teilzeit) angeboten.
Seit 1988 existiert die Berufsakademie Emsland, welche die Bachelorstudiengänge Betriebswirtschaftslehre, Wirtschaftsinformatik, Engineering technischer Systeme und Wirtschaftsingenieurwesen anbietet.
Im Jahr 1995 wurde der Standort Lingen der Hochschule Osnabrück gegründet, der die heutige Fakultät Management, Kultur und Technik mit den Instituten Management und Technik, Kommunikationsmanagement, Theaterpädagogik, sowie Duale Studiengänge umfasst. Im Herbst 2012 zog die Hochschule in die ehemaligen Eisenbahnausbesserungshallen I und II um. Die beeindruckende ehemalige Industriehalle wurde nach dem Haus-in-Haus Prinzip mit acht kleinen, weißes Häusern ausgestattet, die Büros, Unterrichtsräume, Vorlesungssäle, Labore und eine Bibliothek beherbergen.
Im Bereich des nicht formalen Lernens gibt es diverse Anbieter, beispielsweise eine Volkshochschule mit integrierten Bildungszentrum für Informationstechnologien (b.i.t.), das Ludwig-Windthorst-Haus, die Katholische Erwachsenenbildung und das Berufsbildungs- und Technologiezentrum (BTZ) des Handwerks GmbH.
Mit dem gemeinnützigen Verein „Forschung und Technik e. V.“ gibt es in Lingen einen sogenannten Makerspace, der jedem Interessierten eine Plattform bietet, sich über verschiedenste Themen aus dem Bereich Technik auszutauschen und gemeinsam an Projekten zu arbeiten. Seit Januar 2018 befindet sich das Vereinsheim auf dem Gelände der Firma Rosen.

### Gesundheitswesen

#### Bonifatius-Hospital Lingen
Das Bonifatius-Hospital Lingen (bis Sommer 2014 St.-Bonifatius-Hospital) ist ein akademisches Lehrkrankenhaus der Universität Münster mit angegliederter geriatrischer Klinik und dem hinter dem Krankenhaus liegenden Senioren-Pflegezentrum Mutter-Teresa-Haus. Für etwa 40 Millionen Euro wurde das Bonifatius-Hospital Lingen mit seinen 17 Fachabteilungen im Stadtzentrum vollkommen umstrukturiert. Neben Sanierungsmaßnahmen entstanden mehrere Neubauten; u. a. wurden eine neue Eingangshalle, ein neuer Bettentrakt und eine neue Tiefgarage mit 200 Einstellplätzen gebaut. Seit Abschluss der Arbeiten wird das aus dem 19. Jahrhundert stammende Krankenhausgebäude an der Gymnasialstraße nicht mehr für den Krankenhausbetrieb benötigt.

#### Hedon-Klinik
Die Hedon-Klinik ist eine Fachklinik für Physikalische Medizin und Rehabilitation, neurologische Frührehabilitation, Neurologie und Orthopädie. Die Klinik mit rund 300 Betten ist im Stadtteil Laxten gelegen. Träger ist die Mediclin AG.

#### Kursana Domizil
Anbei befindet sich das Pflegeheim Kursana Domizil der Dussmann Gruppe, welches mit 140 Zimmern eines der größten im Umkreis ist und als einziges auch die Pflege junger Menschen im Speziellen anbietet.

#### Medicus Wesken
Das Medicus Wesken ist ein Gesundheitszentrum inmitten der Innenstadt, in dem sich 26 Haus- und Fachärzte aus 14 Fachrichtungen niedergelassen haben.

#### Weitere medizinische Versorgung
Unter dem Namen „GENIAL eG Gesundheitsnetz im Altkreis Lingen“ haben sich mehr als 40 niedergelassene Haus- und Fachärzte zusammengeschlossen, um eine wohnortnahe Versorgung der Patienten in der Region sicherzustellen.
Mit dem Christophorus-Werk verfügt Lingen zudem über eine große Einrichtung zur Rehabilitation und Betreuung lern-, geistig- und mehrfachbehinderter Menschen.

## Persönlichkeiten

### Ehrenbürger
- Konstantin von Quadt und Hüchtenbruck, verliehen 1878,[77] Landdrost der Landdrostei Osnabrück
- Wilhelm Berning (1877–1955), verliehen 1952,[77] Bischof
- Schwester M. Firminia, verliehen 1975,[77] Ordensschwester der Franziskanerinnen St. Mauritz und im St.-Bonifatius-Hospital tätig
- Engelbert Lindgen, verliehen 1975,[77] Kinderarzt und Impulsgeber für die Gründung der Kinderhilfe Lingen e. V. (heutiges Christophorus-Werk)
- Robert Koop, verliehen 1975,[77] Bäckermeister und ehemaliger Bürgermeister, Mitbegründer des örtlichen CDU-Verbandes
- Martin Kruse, verliehen 1992,[77] Bischof
- Ruth Forster-Heilbronn, verliehen 1993, Überlebende des Holocaust
- Bernhard Grünberg, verliehen 1993, Überlebender des Holocaust
- Karl-Heinz Vehring, verliehen 2000, Oberstadtdirektor a. D.
- Ursula Ramelow, verliehen 2006, Oberbürgermeisterin a. D.

### Söhne und Töchter der Stadt
- Eberhard von Danckelman (1643–1722), Hauslehrer des ersten preußischen Königs, brandenburgischer Minister, Oberpräsident (Premierminister) und Reichsfreiherr
- Theodorus Jacobus Frelinghuysen (* ca. 1691; † ca. 1747), deutsch-amerikanischer reformierter Theologe
- Johann Friedrich Mieg (1744–1819), reformierter Prediger, Freimaurer und Illuminat
- Nikolaus Bartholomäus von Danckelmann (1650–1739), Geheimer Rat und kurbrandenburgischer Gesandter
- Konrad Beckhaus (1821–1890), Theologe, Botaniker, Mykologe und Lepidopterologe
- Heinrich Jüngst (1825–1918), Offizier, Oberstleutnant, Architekt, Garnisonbaumeister, Wirklicher Geheimer Rat
- Carl Jüngst (1831–1918), Eisenhüttenfachmann
- William Wehner (1847–1928), deutsch-amerikanischer Maler und Unternehmer
- Hermann Raydt (1851–1914), Pädagoge, Gymnasiallehrer, Schulleiter und erster Studiendirektor der Handelshochschule in Leipzig
- Hanna Mecke (1857–1926), Kindergärtnerin und Fröbelpädagogin
- Adolf Franke (1865–1940), Elektrotechniker, Vorstandsvorsitzender der Siemens & Halske AG (1921–1932)
- Willy Grunwald (1870–1945), Schauspieler, Filmregisseur und Theaterintendant
- Josef Rosemeyer (1872–1919), Bahnradfahrer und Unternehmer
- Wilhelm Berning (1877–1955), Erzbischof, Bischof von Osnabrück (1914–1955)
- Bernhard van Acken (1881–1969), Jesuit und theologischer Schriftsteller
- Anselm Windhausen (1882–1932), Geologe
- Ulrich Raydt (1886–1967), Chemiker und Vorstandsmitglied der Osnabrücker Kupfer- und Drahtwerke
- Wilhelm Buitkamp (1900–1967), reformierter Theologe und Kirchenpräsident der Evangelisch-reformierten Kirche in Nordwestdeutschland (1953–1965)
- Alfons Jünemann (1901–1965), katholischer Priester, Hitlergegner und Vorstandsmitglied der Vereinigung der Verfolgten des Naziregimes (VVN)
- Gregor Dall (1902–1966), Politiker (Zentrum, CDU), Mitglied des Niedersächsischen Landtags
- Gottfried Talle (1907–1932), Polizeibeamter und Blutzeuge des Nationalsozialismus
- Bernd Rosemeyer (1909–1938), Rennfahrer, SS-Mitglied (Hauptsturmführer)
- Henrich Grote (1920–1995), Marineoffizier, zuletzt Flottillenadmiral der Bundesmarine
- Harry Kramer (1925–1997), Künstler, Professor an der Kunsthochschule Kassel, Teilnehmer der documenta 3
- Rudolf Rohlinger (1926–2011), Fernsehjournalist und -moderator
- Franz Möller (1930–2018), Politiker (CDU)
- Karl S. Guthke (* 1933), deutsch-amerikanischer Germanist
- Karl-Heinz Vehring (* 1935), Stadtoberrechtsrat (1965–1967), Stadtdirektor (1967–1977), Oberstadtdirektor (1977–2000)
- Norbert Hoerster (* 1937), Jurist und Philosoph
- Beringer Altmann (1939–2010), Maler und Graphiker
- Dieter Lührmann (1939–2013), evangelischer Theologe und Hochschullehrer
- Ingeborg Lüddecke (vor 1942–2013), Schriftstellerin, Industriekauffrau und Übersetzerin
- Karl-Heinz Hense (1946–2021), Schriftsteller
- Heinz Rolfes (* 1947), Politiker (CDU), MdL
- Hermann Kues (* 1949), Politiker (CDU); 1994–2013 MdB, 2005–2013 parlamentarischer Staatssekretär im Bundesministerium für Familie, Senioren, Frauen und Jugend
- Thomas Parent (* 1949), Historiker
- Peter van Roye (* 1950), Ruderer, Olympiateilnehmer in Montreal 1976, Bronzemedaillengewinner
- Beatrix Borchard (* 1950), Musikwissenschaftlerin
- Werner Brinker (* 1952), Vorstandsvorsitzender der EWE AG und Aufsichtsratsmitglied bei Werder Bremen
- Wilfried Telkämper (* 1953), 1989–1992 Vizepräsident des Europäischen Parlaments
- Norbert Marten (* 1953), Künstler, Bildhauer, Maler und Designer, mehrfach ausgezeichnet
- Martin Theo Krieger (* 1953), Filmregisseur und Drehbuchautor
- Heiner Pott (* 1954), 27. April 2010 – Februar 2013 Staatssekretär im niedersächsischen Ministerium für Soziales, Frauen, Familie, Gesundheit und Integration, 2000–2010 Oberbürgermeister der Stadt Lingen
- Errol Marklein (* 1957), mehrfacher Sieger der Paralympischen Spiele
- Dieter Voss (* 1959), Journalist, Nachrichtensprecher und Schauspieler
- Carl-Albrecht Bartmer (* 1961), Landwirt und Präsident der Deutschen Landwirtschafts-Gesellschaft
- Frank Leo Schröder (* 1961), Schauspieler
- Jürgen-Joachim von Sandrart (* 1962), Generalmajor des Heeres der Bundeswehr
- Monika Bobbert (* 1963), Sozialethikerin und Hochschullehrerin
- Joachim Hake (* 1963), römisch-katholischer Theologe, Direktor der Katholischen Akademie in Berlin
- Jürgen Manemann (* 1963), Philosoph
- Reinhold Hilbers (* 1964), Politiker (CDU), Mitglied des Niedersächsischen Landtags (seit 2003), Finanzminister und Mitglied des Bundesrats (seit 2017)
- Kornelia „Conny“ Wessmann (1965–1989), Studentin, getötet bei einem Verkehrsunfall am Rande einer Demonstration im Göttinger Polizeifunkstreit
- Hermann Große-Berg (* 1966), Schauspieler
- Jens Gieseke (* 1971), Politiker (CDU), MdEP
- Hans Michael Heinig (* 1971), Rechtswissenschaftler, Professor für Kirchen- und Staatskirchenrecht an der Georg-August-Universität Göttingen
- Christiane Praedel (* 1971), Tischtennisspielerin
- Christian Drosten (* 1972), Virologe, Mitentdecker des SARS-Virus (SARS-CoV)
- Katja Diehl (* 1973),  Autorin, Podcasterin und Verkehrswende-Aktivistin
- Torben Krämer (* 1974), Schauspieler
- Anja Hilling (* 1975), Dramatikerin
- Ingo Schultz (* 1975), Leichtathlet, Vize-Weltmeister (Edmonton, 2001) und Europameister (München, 2002)
- Ben Schadow (* 1976), Musiker, Produzent
- Natalie Simanowski (* 1978), Radsportlerin
- Christian Hummert (* 1979), Wissenschaftler und Hochschullehrer
- Tjark Bernau (* 1981), Schauspieler und Theaterregisseur
- Meike Leluschko (* 1981), Sopranistin
- Jan Radermacher (* 1981), Theater-Regisseur, Autor, Komponist, Buchillustrator
- Alexander Neupert-Doppler (* 1981), Politikwissenschaftler und Philosoph
- Thorsten Kornblum (* 1982), Politiker (SPD), Oberbürgermeister der Stadt Braunschweig
- Ulrich Wilhelm Paetzold (* 1982), Physiker
- Michael Rensing (* 1984), Fußballspieler (Fortuna Düsseldorf)
- Merle Collet (* 1986), Schauspielerin
- Christian Fühner (* 1987), Politiker (CDU), Mitglied des Niedersächsischen Landtags
- Maren Kock (* 1990), Leichtathletin, Mittel- und Langstreckenläuferin
- Thilo Leugers (* 1991), Fußballspieler (SV Meppen)
- Katharina Wien (* 1991), Schauspielerin
- Thorben Koop (* 1997), Schachspieler
- Laurenz Beckemeyer (* 2000), Fußballspieler (VfL Osnabrück)
- Moritz Hinnenkamp (* 2002), Fußballspieler (SV Meppen)
- Lukas Eixler (* 2003), Fußballspieler (SV Meppen)

### Persönlichkeiten, die in der Stadt gewirkt haben oder noch wirken
- Sasbout Vosmeer (1548–1614), römisch-katholischer Bischof, hatte von 1606 bis 1608 seinen Sitz in der Stadt
- Johann Michael von Loën (1694–1776), deutscher Schriftsteller, Gelehrter und Staatsmann der frühen Aufklärung, Regierungspräsident der Grafschaft Lingen
- Johann Kasimir Mieg (1712–1764), reformierter Theologe, Prediger und Hochschullehrer, Prediger und Professor in Lingen
- Anton Heinrich Dammert (1765–1829), leitete den Bau des Ems-Hase-Kanals
- Johannes zum Sande (1802–1878), deutscher Jurist, Politiker und Mitglied der Frankfurter Nationalversammlung
- Werner von Beesten (1832–1905), deutscher Jurist und Politiker, Bürgermeister der Stadt Lingen 1863–1893
- Martin Kruse (1929–2022), evangelischer Bischof von Berlin-Brandenburg, von 1985 bis 1991 Vorsitzender des Rates der Evangelischen Kirche in Deutschland
- Elke Müller (1940–2014), Politikerin, 1990–2008 MdL (mit Unterbrechungen), (SPD)
- Jürgen P. Kropp (* 1959), Klimaforscher und Hochschullehrer
- Andreas Eiynck (* 1961), Ethnologe, Landeshistoriker und Sachbuchautor; leitete von 1988 bis 2024 das Emslandmuseum.
- Udo Eling (* 1962), Journalist (WDR), Autor und Satiriker, in Lingen aufgewachsen
- Annette Focks (* 1964), Komponistin deutscher Filmmusik, ausgezeichnet mit dem Deutschen Fernsehpreis 2005 Kategorie „Beste Musik“
- Lars Göhmann (* 1968), Theaterwissenschaftler, Kuratoriumsvorsitzender der proskenion Stiftung
- Jens Beeck (* 1969), Jurist und Politiker, MdB (2017–2025), FDP
- Katja Diehl (* 1973), Autorin und Podcasterin, aufgewachsen in Lingen
- Stefan Wessels (* 1979), ehemaliger Fußballspieler, Torwarttrainer der U 15-Nationalmannschaft